# Biểu tình Phật giáo tại Huế 1993
Biểu tình Phật giáo tại Huế 1993 là một cuộc biểu tình lớn của hơn 40.000 người dân Huế, diễn ra trước trụ sở Ủy ban nhân dân (UBND) thành phố vào ngày 24 tháng 5 năm 1993. Đây được xem là sự kiện biểu tình có quy mô lớn nhất tại Việt Nam sau 1975, với tổng cộng hàng chục nghìn tín đồ Phật giáo lẫn dân thường tham gia suốt 5 giờ đồng hồ liên tục nhằm yêu cầu chính quyền thả giam Hòa thượng Thích Trí Tựu – trụ trì chùa Thiên Mụ thuộc Giáo hội Phật giáo Việt Nam Thống nhất (GHPGVNTN).
Cuộc biểu tình là một phần trong loạt xung đột giữa GHPGVNTN với Đảng Cộng sản Việt Nam (ĐCSVN) thời hậu chiến. Là một tổ chức tôn giáo có ảnh hưởng sâu rộng tại miền Nam và miền Trung Việt Nam, giáo hội cùng các nhà sư đã liên tục chịu sự kìm kẹp và đòi nắm quyền kiểm soát từ giới cầm quyền trong nước. Năm 1981, sự kiện thành lập Giáo hội Phật giáo Việt Nam (GHPGVN) như là tổ chức Phật giáo duy nhất tại Việt Nam đánh dấu việc Giáo hội Phật giáo Thống nhất bị ngầm xem như một tổ chức bất hợp pháp, dẫn đến những vụ bắt bớ và giam giữ hàng ngũ lãnh đạo trong tổ chức. Cái chết của Tăng thống thứ tư GHPGVNTN Thích Đôn Hậu đã trở thành một trong những phông nền chính dẫn đến cuộc biểu tình, đáng chú ý là khi di chúc của ông quyết định truyền lại chức vụ cho Thích Huyền Quang – một nhân vật bất đồng chính kiến lâu năm với chính quyền.
Vào 9:00 sáng ngày 21 tháng 5 năm 1993 (UTC+07:00), một cư sĩ nam đã tự thiêu vì đạo tại chùa Thiên Mụ, ngay cạnh mộ phần Thích Đôn Hậu nhân ngày giỗ đầu của ông. Tuy nhiên, vụ tự thiêu bị chính quyền che giấu, bác bỏ ông là cư sĩ; đồng thời ra lệnh triệu tập đối với trụ trì chùa Thích Trí Tựu sáng ngày 24 tháng 5. Phản đối thái độ mập mờ từ phía các quan chức địa phương, Thích Trí Tựu quyết định tuyệt thực trước Uỷ ban nhân dân nhưng bị công an đánh đập lôi vào trong. Ngay sau đó, tổng cộng 20 nhà sư từ chùa Thiên Mụ đã ra tọa kháng trên ngã tư đường Lê Lợi để yêu cầu thả thầy mình, thu hút hàng chục nghìn người dồn lại dọc tuyến đường trung tâm thành phố theo dõi các nhà sư, làm tắc nghẽn giao thông bất chấp lệnh giải tán của cảnh sát. 
Sau sự kiện, 6 nhà sư bao gồm Thích Trí Tựu đã bị bắt giữ; ít nhất 50 người khác bị bắt vì liên quan tới cuộc đối đầu. Chính quyền cũng tổ chức một chiến dịch truyền thông suốt nhiều tháng nhằm hạ bệ danh tiếng các nhà sư với người dân trong nước lẫn truyền thông quốc tế. Sự biến tại Huế năm 1993 đã được phía quân đội Việt Nam nhận định "gây ra nguy cơ mất nước"; khiến Bộ Chính trị ĐCSVN phải ra chỉ thị cho quân đội trực tiếp tham gia vào kiểm soát các tôn giáo nói chung tại Việt Nam. Vụ biểu tình cũng khiến căng thẳng tôn giáo giữa GHPGVNTN với chính quyền tăng cao giai đoạn 1993–1996, với hàng loạt phong trào biểu tình, tự thiêu nổ ra tại nhiều nơi trên cả nước. Hành động của chính quyền Việt Nam trước vụ biểu tình đã vấp phải làn sóng phản đối từ hàng loạt các tổ chức nhân quyền quốc tế; đặc biệt là phản ứng tiêu cực từ chính phủ Hoa Kỳ, trong bối cảnh nước này đang xem xét việc bình thường hóa quan hệ với Việt Nam.

## Bối cảnh

### Nỗ lực kiểm soát Phật giáo miền Nam và Giáo hội Phật giáo Thống nhất sau 1975
Giáo hội Phật giáo Việt Nam Thống nhất là một tổ chức tôn giáo ra đời vào năm 1964, trên cơ sở hợp nhất các hội đoàn, tông phái miền Nam và miền Trung Việt Nam về một mối sau Biến cố Phật giáo 1963. Tổ chức GHPGVNTN được chia thành hai cơ quan: Viện Hóa đạo quản lý trực tiếp các hoạt động của giáo hội và Viện Tăng thống thiên về giáo luật. Từ năm 1966, những mâu thuẫn trong đường lối hoạt động, đặc biệt là về vấn đề tranh đấu hòa bình, đã tạo ra bất đồng quan điểm giữa các lãnh đạo và dẫn đến cơ cấu hội phân thành hai khối: khối Ấn Quang (phái cấp tiến) và khối Việt Nam Quốc Tự (phái bảo thủ). Cho đến năm 1973, khối Ấn Quang đã gần như nắm toàn bộ quyền lực Viện Hóa đạo GHPGVNTN với một lập trường có lợi cho MTGPVN trong việc yêu cầu Mỹ rút quân khỏi Chiến tranh Việt Nam.
Sau sự kiện 30 tháng 4 năm 1975, Chính phủ cách mạng lâm thời Miền Nam Việt Nam (CHMNVN) bắt đầu áp dụng các chính sách kiểm soát tôn giáo ở miền Nam, bao gồm cả GHPGVNTN. Từ đây, tổ chức đã có một lịch sử mâu thuẫn kéo dài với chính quyền Việt Nam. Điều này là do chính quyền muốn hoàn toàn chi phối GHPGVNTN, trong khi các nhà sư muốn độc lập quản lý giáo hội. Sự tự do hoạt động của những tổ chức, phong trào tại miền Nam nói chung cũng là một vấn đề lớn với giới cầm quyền, nghi ngờ họ có thể liên quan đến tình báo Mỹ (CIA). Theo đó, khối Việt Nam Quốc Tự thân Việt Nam Cộng hòa đã bị dẹp bỏ khỏi giáo hội với việc người đứng đầu Thích Tâm Châu tị nạn khỏi Việt Nam. Dù ghi công với cách mạng nhưng khối Ấn Quang cũng không hề được chính quyền mới chiếu cố; ngược lại, khối Ấn Quang đã trở thành đối tượng bị nhắm đến thanh trừng.
Từ khi thống nhất miền Nam, chính quyền đã đưa ra nhiều quyết sách ngăn cản sự phát triển của Phật giáo tại đây, bao gồm tịch thu ruộng đất các chùa và cấm người dân đi cúng dường; không cho phép nhà sư mặc áo tràng ra ngoài khuôn viên chùa; tổ chức các cuộc họp công dân vào giờ đi chùa; buộc người mới xuất gia phải hoàn tục về gia đình; và nhất cử nhất động của nhà sư đều bị theo dõi chặt chẽ. Nhiều địa phương cũng yêu cầu nhà sư phải treo hình ảnh Hồ Chí Minh trên bàn thờ, cấm treo cờ Phật giáo và cưỡng chế các cơ sở Phật giáo làm trụ sở quân sự, cơ quan nhà nước hay thành chuồng lợn. Nhiều nhà sư bị ép đi lao động "vùng kinh tế mới" hay trại cải tạo, trong khi số nam tu sĩ trẻ khác phải đi nghĩa vụ quân sự trong chiến tranh biên giới Việt Nam – Campuchia.
Vào ngày 16 tháng 4 năm 1977, Ủy ban nhân dân Thành phố Hồ Chí Minh (TPHCM) phát đi thông báo yêu cầu Phật tử địa phương chống lại GHPGVNTN khối Ấn Quang, với lời cáo buộc nhóm người này có "mưu đồ xấu chống cách mạng, chống Cộng sản" và "âm mưu kích động Phật tử chống lại các chính sách của Nhà nước". Trong thông báo cũng kèm theo tuyên bố sẽ thẳng tay đàn áp. Tháng 11 cùng năm, chính quyền Việt Nam đã ban hành nghị quyết số 297, theo đó đặt các hoạt động tôn giáo – văn hóa dưới sự kiểm soát của nhà nước và ĐCSVN. Mặt trận Tổ quốc Việt Nam (MTTQVN) cũng có quyền cấm mọi hoạt động tôn giáo đi ngược lại với mục tiêu "xây dựng chủ nghĩa xã hội". Nghị quyết trên đã gây nên bất bình mạnh mẽ từ những người trong nhóm tôn giáo, đặc biệt là Phật giáo tại Việt Nam. Những nội dung trong nghị quyết tiếp tục được củng cố và thắt chặt hơn trong Nghị định số 69 của chính phủ năm 1991.

#### Phản kháng
Tháng 3 năm 1977, Hội đồng chấp hành GHPGVNTN đã công khai lên án hành động "phân biệt, đàn áp và can thiệp" của chính quyền, sau khi cô nhi viện Quách Thị Trang cùng các viện giáo dục và xuất bản khác của giáo hội bị đóng cửa và tịch thu với nghi ngờ số cơ quan này thuộc tình báo nước ngoài. Đầu tháng 4 cùng năm, những lãnh đạo khối Ấn Quang tổ chức một cuộc biểu tình Phật giáo rầm rộ ở TPHCM với hơn 3.000 Phật tử tràn xuống đường, cũng như gửi văn thư khiếu nại lên Thủ tướng chính phủ. Ngay sau đó, 6 nhà sư trong khối, có gồm Thích Huyền Quang, Thích Quảng Độ, Thích Thiện Minh, đã bị bắt giữ trong tháng. Các nhà sư bị cho là phải trải qua nhiều cuộc tra tấn và bị ép nhận là gián điệp CIA, trước khi được thả sau 20 tháng tạm giam và chịu án treo hai năm dựa trên áp lực quốc tế. Riêng Thích Thiện Minh, theo lời Ủy ban Tự do Tôn giáo Quốc tế Hoa Kỳ và Hòa thượng Thích Quảng Độ, đã bị công an "đánh tới chết" trong trại tạm giam ở TPHCM, tháng 10 năm 1978. Trong một tuyên bố khác của sư Thích Giác Đức, xuyên suốt giai đoạn từ giữa thập niên 1970 đến 1995 đã có hơn 400 tu sĩ Phật giáo bị bắt giữ không thông qua xét xử và 50 trong số đó được xác nhận qua đời trong tù.
Phản kháng với chính quyền không chỉ diễn ra ở giới lãnh đạo cao tầng GHPGVNTN mà còn ở cả các nhà sư khắp miền Nam Việt Nam. Vào ngày 2 tháng 11 năm 1975, trụ trì Thiền viện Dược Sư Thích Huệ Hiền cùng 11 tăng ni khác đã tổ chức tự thiêu tập thể tại một địa điểm cách Cần Thơ 30 km hướng về tỉnh Sóc Trăng. Khác với phản ứng về vụ tự thiêu của Hòa thượng Thích Quảng Đức, vụ tự thiêu tại một cơ sở của GHPGVNTN nhanh chóng bị chính quyền mới ỉm đi; chùa Dược Sư bị tịch thu cùng thi thể của những người đã chết. Trong lời thư tuyệt mệnh để lại, nguyên do cho cuộc tự sát tập thể này là nhằm yêu cầu chính phủ cách mạng "tôn trọng triệt để tự do tín ngưỡng của các tôn giáo đúng mức". Thống kê của GHPGVNTN giai đoạn 1976 đến 1977 cũng cho biết có 14 vụ tự thiêu đã xảy ra ở ba tỉnh Cần Thơ, Quảng Ngãi và Khánh Hòa để phản đối việc bắt giữ giáo phẩm cao cấp và trung cấp trong giáo hội. Các vụ tự thiêu và bắt giữ nhà sư miền Nam sẽ còn tiếp diễn trong những thập niên tiếp theo nhưng không được tiết lộ hay được thừa nhận bởi chính quyền.

### Đại hội Thống nhất Phật giáo Việt Nam
Vì nhận thấy không thể kiểm soát được GHPGVNTN, chính quyền đã tìm cách hạn chế dần hoạt động của GHPGVNTN và đi đến giải tán tổ chức. Theo Xuân Thủy – nguyên Bí thư Trung ương (TW) Đảng kiêm cựu Trưởng Ban Dân vận – lý do chính quyền muốn giải thể giáo hội là vì Đảng không thể lãnh đạo tổ chức này và thậm chí, tổ chức tạo ra "áp lực chính trị thường trực với Đảng và chính phủ Việt Nam". Ý tưởng trên bắt đầu nhen nhóm từ vài tháng sau ngày 30 tháng 4 năm 1975, CHMNVN đã lập ra Ban liên lạc Phật giáo Yêu nước Thành phố Hồ Chí Minh (BLLPGYNTPHCM) để yêu cầu các nhà sư trong GHPGVNTN tham gia vào tổ chức nhưng gặp phải sự phản kháng mạnh mẽ. Thời gian này, Thích Đôn Hậu – lãnh đạo cấp cao của GHPGVNTN và là một thành viên trong MTTQVN – đã gửi bản đề án về việc thống nhất tôn giáo nước nhà tới tứ trụ ban lãnh đạo ĐCSVN, gồm Tổng Bí thư Lê Duẩn, Chủ tịch nước Tôn Đức Thắng, Chủ tịch Quốc hội Trường Chinh và Thủ tướng Phạm Văn Đồng. Bản đề án đã gặp phải sự từ chối từ chính quyền do cố gắng tách bạch quyền quyết định độc lập giữa GHPGVNTN với sự kiểm soát của chính phủ, và do đó Đảng gán cho ông có ý đồ xấu chống phá nhà nước.

Ngày 9 tháng 4 năm 1980, Ban Vận động Thống nhất Phật giáo Việt Nam (BVĐTNPGVN) thuộc Ban Dân vận TW ĐCSVN được thành lập. Ban vận động ra đời theo đề án Thống nhất Phật giáo do chính quyền soạn sẵn từ trước, nhằm thống nhất ba tổ chức Phật giáo lớn nhất ở Việt Nam – đương thời là Hội Phật giáo Thống nhất Việt Nam ở miền Bắc, GHPGVNTN và BLLPGYNTPHCM ở miền Nam – thành một giáo hội thống nhất nằm dưới quyền kiểm soát của MTTQVN. Ban Tôn giáo Chính phủ (BTGCP) ủy thác trực tiếp cho ông Đỗ Trung Hiếu (bí danh Mười Anh) – một đảng viên thâm niên hoạt động ở mảng tôn giáo – thực hiện. Phản ứng và hành động của ban lãnh đạo GHPGVNTN với cuộc vận động này đã có sự chia rẽ: Các hòa thượng Thích Đôn Hậu, Thích Huyền Quang và Thích Quảng Độ tỏ rõ thái độ phản đối đề án của chính quyền, trong khi Hòa thượng Thích Trí Thủ được thuyết phục đã đứng ra đảm nhận vai trò Trưởng ban BVĐTNPGVN. Tổng cộng, 6 lãnh đạo khối Ấn Quang có khuynh hướng chống đối đề án, đặc biệt là Thích Quảng Độ và Thích Huyền Quang, bị chính quyền bắt giam ngay trước những ngày diễn ra đại hội thống nhất. Từ ngày 4 đến 7 tháng 11 năm 1981, Đại hội Thống nhất Phật giáo Việt Nam được tổ chức ở chùa Quán Sứ, Hà Nội, đánh dấu sự ra đời chính thức của Giáo hội Phật giáo Việt Nam như là đại diện Phật giáo hợp pháp duy nhất trong nước, với phương châm hoạt động "Đạo pháp – Dân tộc – Chủ nghĩa xã hội". GHPGVN có cấu trúc hoạt động thấp hơn một hiệp hội và chỉ dành riêng cho tu sĩ nam nữ tham gia, không có sự tồn tại của cư sĩ cũng như các hoạt động xã hội, truyền giáo bị hạn chế tới tuyệt đối.

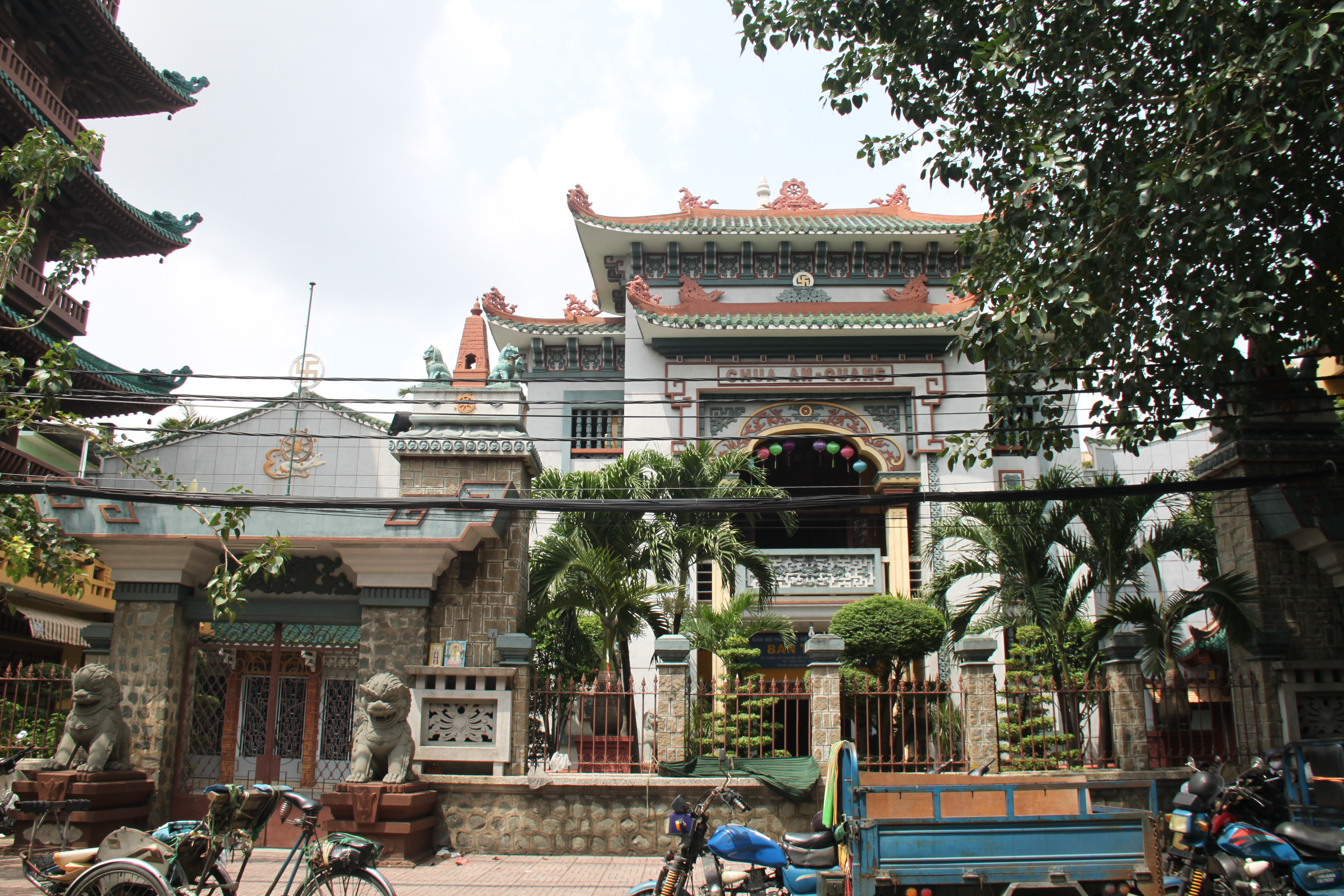
Chùa Ấn Quang, nơi từng là trụ sở của GHPGVNTN, đã bị chính quyền cưỡng chế sau khi GHPGVN thành lập.

Kể từ khi thành lập GHPGVN, GHPGVNTN đã bị chính quyền Việt Nam phủ nhận sự tồn tại mà không có một văn bản công khai hay tuyên bố nhất quán nào. Theo Tổ chức Ân xá Quốc tế (AXQT), việc các nhà sư không tham gia vào tổ chức GHPGVN đều bị coi là "bất hợp pháp": họ bị chính quyền gây áp lực buộc phải gia nhập giáo hội hoặc bị cho vào trại cải tạo hay bắt tù giam. Bằng chứng là trong các năm 1984 đến 1986, hàng loạt vụ bắt giữ những nhà sư GHPGVNTN đã diễn ra trên nhiều tỉnh thành miền Nam, trong số đó nhằm vào những nhân vật lớn thuộc giáo hội như Thích Nguyên Giác, Thích Tuệ Sỹ, Thích nữ Trí Hải, Thích Trí Siêu, Thích Trí Thủ,... Trong năm 1982, Thích Quảng Độ, Thích Huyền Quang cùng bốn lãnh đạo giáo hội khác bị đày về quê nhà do phản đối việc thành lập GHPGVN và bị quản thúc tại gia trong nhiều năm. Đến ngày 7 tháng 7 cùng năm, chính quyền đã cưỡng chế chùa Ấn Quang, trụ sở GHPGVNTN; toàn bộ tư liệu và hồ sơ tại Viện Hóa Đạo bên trong chùa bị đốt sạch liên tục 5 ngày. Để duy trì hoạt động, nhiều ngôi chùa cũng bị gây áp lực phải bỏ cụm từ "Thống nhất" để trở thành "Giáo hội Phật giáo Việt Nam".
Những sự kiện trên xảy ra trong bối cảnh hàng loạt vụ bắt giữ của giới chóp bu trong Nam với những người có liên quan đến chế độ cũ. Các sinh hoạt tôn giáo cũng bị hạn chế nghiêm ngặt cho tới trước giai đoạn suy thoái và sụp đổ của chủ nghĩa cộng sản ở Đông Âu, cuối thập niên 1980 – đầu thập niên 1990.

## Nguyên nhân

### Cái chết của Thích Đôn Hậu
Hòa thượng Thích Đôn Hậu là Tăng thống thứ ba GHPGVNTN, trụ trì chùa Thiên Mụ tại Huế. Ông là một nhân vật quan trọng trong giáo hội, từng có nhiều hoạt động ủng hộ miền Bắc Việt Nam nhưng sau này đi ngược lại các chính sách tôn giáo của chính phủ cách mạng. Từ năm 1978, để phản ứng vụ bắt ba lãnh đạo của giáo hội là Thích Huyền Quảng, Thích Quảng Độ và Thích Thiện Minh – người sau này qua đời khi vẫn đang trong trại giam – Thích Đôn Hậu đã viết đơn từ bỏ chức vụ Đại biểu Quốc hội cùng vị trí Ủy viên trong MTTQVN mà chính quyền giao cho ông. Ông cũng từ chối gia nhập GHPGVN do chính quyền hậu thuẫn. Năm 1991, ông viết một bản chúc thư hiệu triệu các Phật tử hải ngoại đoàn tụ lại để thành lập GHPGVNTN quốc tế, theo hiến chương 1964 của giáo hội (tu chính năm 1973). Di chúc của Thích Đôn Hậu cũng chọn người kế vị lãnh đạo giáo hội là Thích Huyền Quang, đối tượng bị đày lưu vong ra sống chục năm ở Quảng Ngãi. Hai hành động này về sau đã châm ngòi cho một cuộc xung đột lớn giữa GHPGVNTN và chính quyền Việt Nam, kéo theo là các cuộc biểu tình diễn ra công khai, cả ôn hòa lẫn bạo lực, diễn ra trong ba năm từ 1992 đến 1994 và vấp phải sự đàn áp dứt khoát từ phía nhà nước.

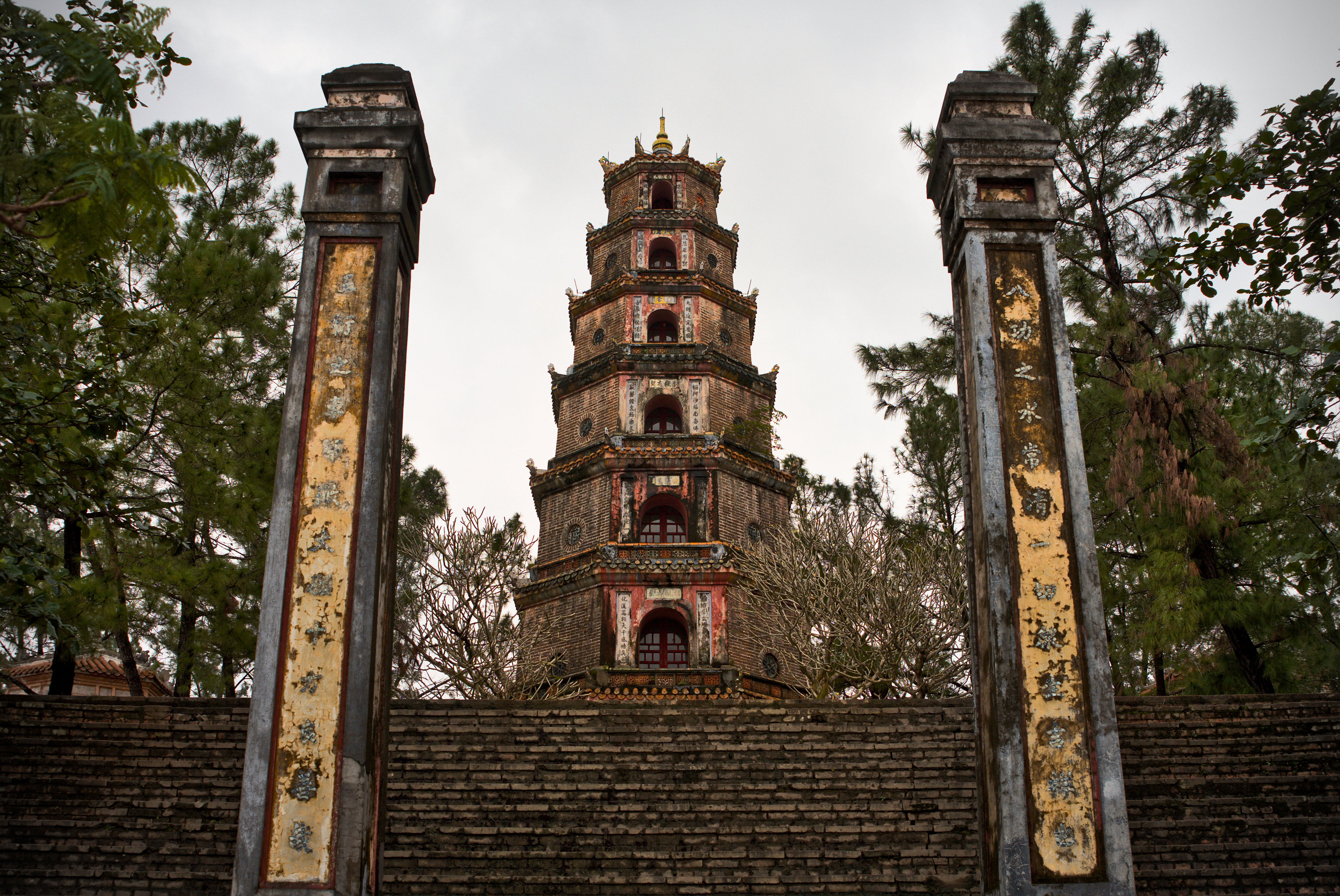
Chùa Thiên Mụ – nơi diễn ra lễ tang Thích Đôn Hậu đồng thời đánh dấu việc Thích Huyền Quang lên làm Tăng thống thứ tư GHPGVNTN.

Ngày 23 tháng 4 năm 1992, Hòa thượng Thích Đôn Hậu đã viên tịch ở tuổi 88. Tang lễ của ông diễn ra tại chùa Thiên Mụ vào 3 tháng 5 cùng năm. Trước đó, đã có một màn đụng độ giữa các giáo sĩ tại chùa với chính quyền trong cách thức tiến hành tang lễ. Mặc dù Thích Đôn Hậu đặc biệt yêu cầu lễ tang của mình phải diễn ra theo đúng truyền thống Phật giáo, song chính phủ muốn tổ chức tang lễ theo nghi thức nhà nước và truy tặng cho ông Huân chương Hồ Chí Minh, theo đó sẽ ngăn chặn được giáo phẩm trong giáo hội về dự. Các lãnh đạo GHPGVNTN đã đứng ra chống lại việc tổ chức này vì cho rằng nó không phù hợp với ý muốn của người quá cố, yêu cầu chính quyền tách khỏi ban tang lễ và không đọc điếu văn hay tuyên dương thành tích. Một nhà sư đã dọa tự thiêu và bốn nhà sư khác tuyệt thực tại chùa Thiên Mụ nơi Thích Đôn Hậu trụ trì. Cuối cùng, lễ tang Thích Đôn Hậu được GHPGVNTN đứng ra chủ trì với sự tham gia của Chủ tịch Quốc hội Nguyễn Hữu Thọ.
Tại buổi tang lễ Thích Đôn Hậu, Thích Huyền Quang – người ban đầu bị cấm vào Huế – đã được cho phép tham dự sự kiện sau khi tuyệt thực một ngày. Tại đây, ông được Trưởng đệ tử, Hòa thượng Thích Nhật Liên đích thân trao tặng con dấu của Pháp viện theo di chúc Đôn Hậu, biểu thị cho sự chuyển giao quyền lực lớn nhất trong giáo hội. Hành động này đi ngược lại với ý muốn của Đảng là đưa một nhà sư thân chính quyền vào thay ông Thích Đôn Hậu. Dù bị cấm phát biểu ở buổi lễ, Thích Huyền Quang vẫn công khai phản đối hành động thành lập GHPGVN và yêu cầu nhà nước khôi phục tài sản lẫn quyền hạn của GHPGVNTN. Đến ngày 24 tháng 6 cùng năm, ông viết thành một bản kiến nghị 9 điểm phản đối chính phủ giải tán GHPGVNTN, yêu cầu cho phép giáo hội hoạt động hợp pháp trở lại. Những bản ghi âm tang lễ và bản sao bản kiến nghị được rải truyền khắp các chùa miền Nam đã gây nên một cuộc đàn áp chính thức. Chính quyền nhanh chóng cho công an lục soát các ngôi chùa để tìm bản sao kiến nghị của Thích Huyền Quang, thẩm vấn những người sở hữu nó và trong một số trường hợp là bắt giữ những người ủng hộ nhà sư.
Khi các bài viết và bài phát biểu của Thích Huyền Quang ngày một lan rộng, chính phủ đã cố gắng chuyển sự chú ý từ những yêu cầu của nhà sư sang tính chính danh trong việc bổ nhiệm ông lên làm Tăng thống GHPGVNTN. Ngày 5 tháng 12 năm 1992, trụ trì chùa Thiên Mụ Thích Trí Tựu – cũng là đệ tử thân cận của cố Hòa thượng Thích Đôn Hậu – đã lên án chính quyền trong việc buộc ông làm mất uy tín của Thích Huyền Quang sau cuộc gặp với Chủ tịch MTTQ Thừa Thiên Huế ngày hôm trước. Theo đó, vị chủ tịch đặt nghi vấn với Thích Trí Tựu về di chúc cuối cùng của Thích Đôn Hậu là giả mạo nhưng ngay sau đó bị ông phản đối và bảo đảm di chúc "bằng chính mạng sống của mình". Chính quyền sau cùng vẫn giữ nguyên thái độ, từ chối công nhận Thích Huyền Quang lên làm Tăng thống kế nhiệm.

### Thời kỳ cởi mở tôn giáo
Kể từ Đại hội Đảng Cộng sản Việt Nam lần thứ VI (1986) với sự ra đời của chính sách Đổi Mới, chính phủ Việt Nam đã thực hiện ân xá cho hàng ngàn tù nhân chính trị bị bắt giữ sau 1975, đồng thời cho phép phơi bày tham nhũng trong nội bộ Đảng và chính quyền. Đến Đại hội Đảng lần thứ VII năm 1991, chính quyền thừa nhận niềm tin tôn giáo trong con người và tán thành sự hữu ích của tôn giáo trong xã hội dân sự. Từ đây, nhà nước dần gỡ bỏ những cấm đoán và hạn chế trong các hoạt động tôn giáo nói chung, dẫn đến sự hồi sinh của Phật giáo tại Việt Nam trong thập niên 1990, dù vẫn bị kiểm soát chặt chẽ đã phần nào được nới lỏng: bắt đầu cho phép tự do thờ cúng nhiều hơn; các chùa chiền, nhà thờ được xây dựng và trùng tu; và các dòng tu được tham gia vào công tác xã hội, v.v.. Vì lẽ đó, nhiều tu sĩ xem đây là thời điểm thích hợp để yêu cầu tự do tôn giáo. Ngày 25 tháng 6 năm 1992, chi nhánh GHPGVNTN quốc tế đã gửi một bản kiến nghị 9 điểm tới chính quyền, chủ yếu liên quan đến việc hợp pháp hoá tổ chức và tự do tín ngưỡng cho mọi công dân. Lần đầu tiên, đại diện của chính phủ có đến thảo luận về những khiếu nại này tại văn phòng GHPGVNTN hải ngoại ở Quảng Ngãi, dù không đưa ra một hành động cụ thể để giải quyết các vấn đề trong thư.
Một nguyên nhân sâu xa khác của cuộc biểu tình là vào năm 1993, Việt Nam đã chứng kiến sự bùng nổ về vấn đề nhân quyền khi hàng trăm bài viết về nhân quyền xuất hiện trên hàng loạt các trang báo, tin tức chính thống. Theo nhà báo Võ Văn Ái – Phát ngôn nhân Viện Hóa Đạo GHPGVNTN kiêm Trưởng Phòng Thông tin Phật giáo Quốc tế (PTTPGQT) – hiện tượng trên xảy ra là do tác động của hai sự kiện lớn xảy ra trong năm này: thứ nhất là Hội nghị Thế giới về Nhân quyền của Liên Hợp Quốc (LHQ), tổ chức tại Viên cùng Cuộc họp trù bị ASEAN tổ chức ở Bangkok – nơi lần đầu tiên Việt Nam tuân thủ và ủng hộ theo các tiền đề về "hệ giá trị Châu Á". Thứ hai đó là biểu tình Phật giáo lớn ở Huế xảy ra vào tháng 5 cùng năm. Các bài viết bàn luận về nhân quyền khi này thường chia thành hai loại: loại một là phân tích lý thuyết về tiền đề nhân quyền trong nỗ lực xây dựng một khái niệm cụ thể dựa trên "hệ giá trị Việt Nam"; loại hai là chỉ trích những nhà sư tổ chức biểu tình vì "lợi dụng nhân quyền và tôn giáo để làm tổn hại đến nhà nước". Tuy nhiên, có những bài viết lại một mặt bàn luận cởi mở về vấn đề nhân quyền hay lịch sử Phật giáo, nhưng mặt khác lại lên án gay gắt một số tổ chức Phật giáo tại Việt Nam, đánh đồng họ với khái niệm "diễn biến hòa bình" – vốn được dùng để miêu tả các "thế lực thù địch" nhằm phá hoại chế độ. Đây được xem là lần đầu tiên và cuối cùng "hệ giá trị Việt Nam" được nhắc đến trên báo chí chính thức, theo sau đó là một cuộc đàn áp rộng rãi các tổ chức Phật giáo nằm ngoài sự quản lý của chính quyền. Nhân quyền tại Việt Nam cũng trở thành điều cấm kỵ trên các phương tiện truyền thông nhà nước nói chung.

## Diễn biến
Cái chết của Tăng thống Thích Đôn Hậu đánh dấu cho các hoạt động mới nhằm tái lập Giáo hội Phật giáo Việt Nam Thống nhất. Kể từ ngày tang lễ của Đức Tăng Thống, những cuộc đối đầu dần leo thang và lên đến đỉnh điểm vào 1993 với cuộc biểu tình lớn xảy ra tại Huế vào tháng 5.

### Vụ tự thiêu tại chùa Thiên Mụ

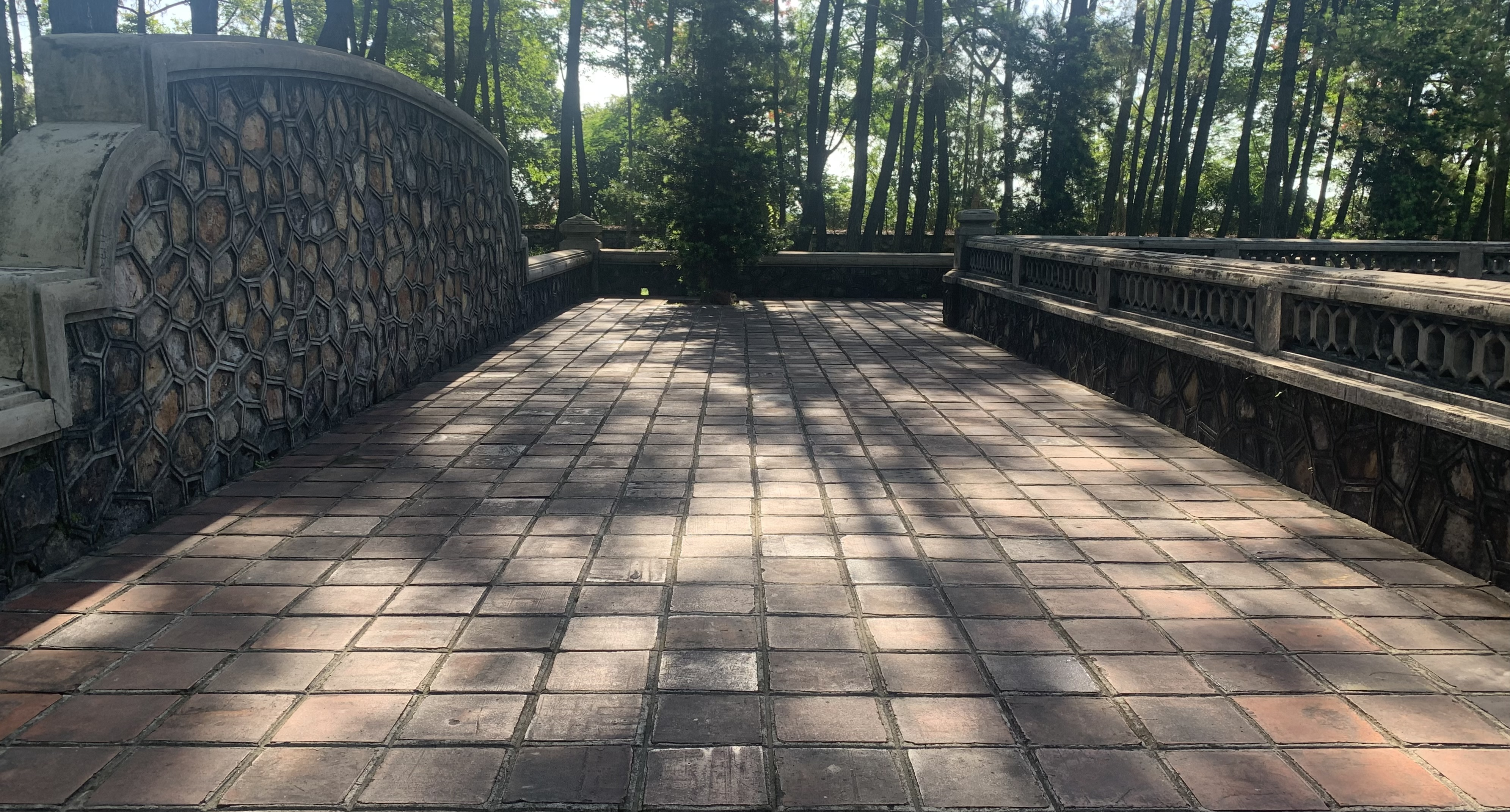
Ngày 21 tháng 5 năm 1993, một nam cư sĩ đã đến ngồi sau mộ Thích Đôn Hậu để tự thiêu. Đằng sau ông là bia tưởng niệm sư Thích Quảng Đức – người tự thiêu trong Biến động Phật giáo 1963.

Căng thẳng giữa GHPGVNTN và chính quyền đã gia tăng từ tháng 4 năm 1993, khi ngày giỗ âm lịch đầu tiên của Thích Đôn Hậu đang đến gần. Trong suốt các ngày 10 đến 12 tháng 4 năm 1993, chùa Thiên Mụ, địa điểm đặt lăng mộ Thích Đôn Hậu, bị công an rào đường lại canh giữ nghiêm ngặt. Ước tính có khoảng 10.000 Phật tử từ cả nước đổ về đã đến viếng Thích Đôn Hậu nhưng bị chặn không cho vào. Thích Huyền Quang cũng bị chính quyền địa phương nơi ông cư trú ngăn cản tham dự lễ giỗ. Trong những tháng trước đó, hai nhà sư Thích Trí Tựu và Thích Hải Tạng (thư ký Viện Hóa đạo) – các lãnh đạo kế cận của chùa Thiên Mụ – đã liên tục bị bắt giữ, thẩm vấn và sách nhiễu nhiều lần bởi chính quyền, khiến Thích Trí Tựu hai lần tuyên bố sẽ tự thiêu nếu tiếp tục gây khó dễ.
Vào hồi 9:00 sáng (UTC+07:00) ngày 21 tháng 5 năm 1993, một nam cư sĩ ước chừng 50 tuổi đã đến ngồi gần mộ Thích Đôn Hậu và tự thiêu. Vụ tự thiêu diễn ra ngay trước sự chứng kiến của những du khách đang tham quan chùa. Theo tường thuật từ tờ The New York Times, trước khi tự thiêu người đàn ông đã đặt hoa và trái cây lên ba chiếc đĩa, mỗi cái đĩa đặt trước một trong ba bức tượng Phật bằng vàng của chùa. Từ vị trí này, ông đi bộ ra khoảng một trăm thước đến sân đá hoa cương ở phía sau chùa rồi đổ xăng vào người, đánh diêm tự tử. Một trong số các vị lãnh đạo trong chùa cho biết, người đàn ông không hề biểu hiện sự đau đớn trên gương mặt. Trong quá trình tự thiêu, ông luôn miệng nói "Đức Phật". Ngay sau đó, cảnh sát địa phương đã có mặt tại hiện trường để di dời thi thể và tài sản của người này, bao gồm một bức thư, một túi xách với 6 bộ quần áo (3 bộ đã mặc), một chiếc đồng hồ, 50.000 đồng và can xăng loại 1 lít bên cạnh túi xách.
Theo tờ Tuổi Trẻ, người đàn ông đã trải qua quá trình cấp cứu nhưng không qua khỏi. Một phiên khám nghiệm tử thi và lập biên bản vụ việc diễn ra dưới sự chứng giám của các cơ quan chức năng và nhà sư chùa Thiên Mụ. Vì không có người đến nhận xác nên chính quyền phải đứng ra mai táng cho ông. Song từ gia đình của người tự thiêu, các nhà sư tại chùa ngay ngày hôm đó đã xác định người đàn ông là một Phật tử tên Nguyễn Ngọc Dũng, người gốc Huế. Nhưng để bảo vệ gia đình người đàn ông khỏi bị ảnh hưởng từ vụ việc, những nhà sư quyết định không công khai danh tính thật của Phật tử trên. Khi trụ trì Thích Trí Tựu yêu cầu công an trả lại thi thể để làm lễ an táng theo nghi thức Phật giáo, các nhà chức trách đã từ chối. Thích Trí Tựu và một số nhà sư khác quyết định lập một bàn vong nhỏ cho người đàn ông, viết một tấm bảng đặt trên những vết cháy xém với dòng chữ: "Tại đây, vào lúc 9 giờ sáng ngày 21 tháng 5, một Phật tử đã đại phát nguyện tự thiêu để bảo vệ đức tin Phật giáo". Khi nghi thức đang diễn ra thì công an xuất hiện và đến phá bàn vong đi. Tin tức về vụ tự thiêu nhanh chóng được Thích Trí Tựu và các nhà sư khối Ấn Quang gửi tin cho nhiều đoàn thể, hội Phật giáo trên cả nước và ra nước ngoài thông qua đường fax.
Phản ứng lại với vụ tự thiêu, chính quyền ngay lập tức phủ nhận người đàn ông là một nhà sư. Ngay trong tối ngày xảy ra sự vụ, từ đài phát thanh Huế đã loan tin rằng người tự thiêu ở chùa Thiên Mụ không phải Phật tử mà là "một kẻ nghiện ma túy tuyệt vọng mắc bệnh AIDS". Trái ngược với xác định của các nhà sư, chính quyền cho biết người tự thiêu tên Đào Quang Hộ, 52 tuổi, là giáo viên cấp ba ở thị xã Long Xuyên, tỉnh An Giang. Nhiều cơ quan báo chí Việt Nam và quốc tế đã thống nhất dẫn lại cái tên này theo báo cáo từ chính quyền. Bản tin còn củng cố khẳng định bằng một buổi phỏng vấn với người được cho là vợ của Đào Quang Hộ và một người khác là anh trai người tự thiêu, cho biết em trai quá cố không phải Phật tử mà chỉ là một người "bị trầm cảm nặng nề về chuyện gia đình, và các nhà sư ở Linh Mụ (Thiên Mụ) đã lợi dụng sự trầm cảm của em trai" để ép phải quyên sinh. Mâu thuẫn chuyện gia đình, cụ thể theo chính quyền, là việc hai vợ chồng có cãi vã với nhau về một chiếc bình cổ. Tuy nhiên, bản tin không giải thích được tại sao người đàn ông này phải đi một quãng đường dài từ An Giang đến Huế để tự thiêu, và hành động tự thiêu lại nhằm vào đúng giỗ đầu của Thích Đôn Hậu, ngay tại chùa ông trụ trì. Lý giải về việc không có bất cứ bức hình nào về người đàn ông được đưa ra, báo chí chính quyền cho biết Đào Quang Hộ đã đốt hết các bức ảnh của mình trước khi đi đến lựa chọn tự sát.

### Biểu tình giam giữ Thích Trí Tựu
Ngày 22 tháng 5 năm 1993, Đại đức Thích Trí Tựu một lần nữa viết đơn xin nhận thi thể người tự thiêu về để nhà chùa làm lễ an táng. Ngày 23 tháng 5, ông nhận được giấy triệu tập lên Ủy ban nhân dân Thành phố Huế để làm việc sáng ngày mai. Ông một mình đi vào UBND và có ba vị sư đi cùng đứng đợi bên ngoài. Tại buổi làm việc diễn ra từ 7:30 sáng (UTC+07:00) ngày 24 tháng 5 năm 1993, trước sự chứng kiến của tổng cộng 10 quan chức UBND, cảnh sát an ninh và MTGPMN, chính quyền đã yêu cầu ông lên tiếng trước công chúng rằng người tự thiêu không phải là Phật tử; đây không phải một vụ tự thiêu; và người đàn ông "vẫn còn sống". Thích Trí Tựu cũng được yêu cầu phải gỡ bảng tưởng niệm người tự thiêu trong chùa. Khi ba vị cảnh sát điều tra đến để đưa ông đi thẩm vấn về vụ tự thiêu, ông liền đứng dậy phản đối hành xử "hăm dọa và vu khống" của chính quyền. Sau đó, Thích Trí Tựu bước ra trước trụ sở UBND ngồi tuyệt thực 48 giờ đồng hồ, phản ứng lại quyết định của chính quyền. Nhiều người dân trên đường thấy Thích Trí Tựu đang ngồi kiết già trước cổng Uỷ ban liền chạy đến hỏi chuyện. Lúc này, ông bị 7–8 công an hành hung và khiêng lại vào trong trước sự chứng kiến của ba vị sư nhà chùa. Tin tức về Thích Trí Tựu nhanh chóng đến tai các Phật tử chùa Thiên Mụ. Ban lãnh đạo chùa đã báo tin cho Uỷ ban Bảo vệ Quyền làm Người Việt Nam (VCHR) tại Paris để can thiệp và loan tin ra quốc tế, rồi tập hợp một nhóm nhà sư đến UBND yêu cầu gặp mặt thầy mình. Yêu cầu trên lập tức bị từ chối; chính quyền cho cảnh sát phong tỏa mọi con đường dẫn tới UBND. Đến khoảng 9:00 sáng cùng ngày, những nhà sư cuốc bộ xuống ngã tư đường Lê Lợi, đoạn đầu cầu Phú Xuân rồi tổ chức biểu tình bằng cách dàn hàng ngang tuyệt thực, yêu cầu được gặp Thích Trí Tựu và phải thả ông ra ngay.
Ban đầu, có ba nhà sư đến tọa kháng và bị rào lại bằng rào sắt, nhưng khi con số lên 7 người thì hàng rào thay bằng đám đông vây kín quanh các nhà sư theo dõi sự việc. Tổng cộng 20 nhà sư được ghi nhận đã ra ngồi tuyệt thực giữa đường. Các quan chức địa phương và từ BTGCP được cử xuống tận nơi để thuyết phục các nhà sư, mời họ về trụ sở UBND làm việc. Đáp lại, những nhà sư tọa kháng từ chối đề nghị này do nghi ngại bị bắt giữ. Họ cũng yêu cầu UBND phải thả Thích Trí Tựu ra thì mới giải tán. Một du khách nam gốc Á đi ngang qua biểu tình và giơ máy ảnh chụp lại, nhưng ngay sau đó người của an ninh đã đến tịch thu chiếc máy ảnh từ tay người khách. Ngoài các Phật tử, cuộc biểu tình nhanh chóng thu hút sự hiếu kỳ từ nhiều người xung quanh rồi tụ tập lại thành một đám đông lớn, làm tắc nghẽn giao thông không chỉ ở hai đường Lê Lợi, Hà Nội mà còn lan ra mọi hướng của vòng xoay giao thông chính trong thành phố, lan ra cả một đoạn trục Quốc lộ 1. Điều này là do cầu Trường Tiền lớn trên đường Lê Lợi đang phải bảo trì nên người dân chỉ có thể qua cầu Phú Xuân, gần nơi các nhà sư biểu tình. Một số lượng lớn học sinh, sinh viên cũng tan trường vào tầm giờ này. Bất chấp việc cảnh sát bắc loa yêu cầu những người tham gia giao thông và đường bộ phải giải tán khỏi chỗ các nhà sư tọa kháng, chỉ trong vòng vài giờ đã có hơn 40.000 Phật tử, sinh viên cùng các tầng lớp dân chúng tập hợp lại chỗ những nhà sư tuyệt thực. Ghi nhận khi đó báo cáo số Phật tử tham gia biểu tình phần nhiều đến từ ba tỉnh Quảng Nam, Quảng Ngãi, Quảng Trị.
Bất ngờ trước độ lan rộng của biểu tình, công an liền cưỡng ép Thích Trí Tựu lên chiếc xe jeep chở khỏi UBND, khiến ông bất tỉnh vì choáng ngợp. Khi xe chở Hòa thượng Thích Trí Tựu ra tới đường Lê Lợi, các nhà sư và đám đông tại hiện trường đã lao đến bao vây lại chiếc xe. Dựa trên đoạn băng ghi lại của công an, chiếc xe quay mặt lại phía cầu Phú Xuân – nơi dẫn đến chùa Thiên Mụ – và hướng về nhà tù Thừa Phú cách trụ sở UBND không xa. Điều này chứng tỏ Thích Trí Tựu thực sự bị bắt giam, khác với lời của chính quyền nói chỉ đưa về nhà chùa. Các nguồn tin Phật giáo cho biết những nhà sư có mặt hôm đó đã nhìn thấy Thích Trí Tựu bất tỉnh ở phía sau xe jeep, nằm dưới một áo choàng lớn màu nghệ tây, và nghi ngờ thầy mình bị thương. Những Phật tử và nhà sư quanh xe jeep, được cho là dưới sự chỉ đạo của sư Thích Hải Thịnh hoặc Thích Hải Chánh, chặn đường xe đi bằng việc nằm chắn trước mũi xe hoặc trèo lên hẳn mui xe, liên tục khóc yêu cầu thả thầy mình ra. Những người trong vòng tụ tập ấy sau đó đập kính xe, mở cửa đưa Hòa thượng Thích Trí Tựu ra ngoài và lên một chiếc xích lô, băng qua đám đông đưa về chùa Thiên Mụ. Lúc này đã là 1:00 chiều. Một nhà sư trẻ, mặc áo trắng, được cho là người thành công mở cửa chiếc xe jeep và bị lực lượng an ninh đánh đập. Thích Hải Thịnh vẫn đứng trên xe jeep, vừa vẫy tay vừa nói chuyện với đám đông, hô lên khẩu hiệu "Đàn áp Phật giáo" trong sự hưởng ứng của những người bên dưới. Thích Hải Thịnh đã hai lần nhảy xuống tìm Thích Trí Tựu trong đám đông nhưng không thành. Trong khi đó, bốn nhà sư khác, bao gồm Thích Hải Tạng, tiếp tục ngồi tọa kháng do chưa hề biết tình trạng của thầy mình bởi đám đông chặn tầm nhìn.
Cuộc biểu tình khi này ngày càng thu hút thêm nhiều học sinh và dân lao động tụ lại. Lo sợ tình hình mất kiểm soát, khoảng 200 lính từ lực lượng Quân đội nhân dân ngay lập tức phối hợp với Công an Thừa Thiên Huế, theo chỉ thị từ Bộ trưởng Bộ Nội vụ Bùi Thiện Ngộ, xông vào đám đông sử dụng vòi rồng, dùi cui điện, và lựu đạn cay tấn công những người biểu tình. Một người phụ nữ mặc áo ngủ hoa đã bị bắt bởi lính quân đội vì tiếp nước cho các nhà sư. Phản ứng lại hành động trên, đám đông biểu tình ném đá trả lại và hò nhau lật chiếc xe jeep của chính quyền rồi châm lửa đốt cháy nó. Một xe cứu hỏa nhanh chóng được điều đến hiện trường trước khi đám đông đốt xe nhưng đã cố ý không ngăn chặn ngọn lửa để giữ lại chiếc xe. Theo New York Times, việc người biểu tình lật xe của chính phủ là một trong số các hành động chống đối hiếm thấy tại Việt Nam. Nhưng từ báo cáo của nhân chứng trong cuộc biểu tình, những công an mặc thường phục được cho là người đốt cháy xe để tăng nặng thêm tình tiết sự việc. Những người này cũng đã trà trộn vào đám đông và bắt giữ người biểu tình. Quá trình lật và đốt cháy xe khiến cho giao thông bị tê liệt trong ba giờ đồng hồ. Đám đông tụ tập sau đó bị rào khỏi chiếc xe đang cháy nhưng sư Thích Hải Thịnh lúc này vẫn ra tọa kháng một mình giữa đường, liên tục hô to "Đàn áp Phật giáo" trong vòng bao vây của an ninh.
Không thành công trong việc dùng vũ lực dập tắt biểu tình, phía công an phải cử riêng một phái viên đến đàm phán với các nhà sư vẫn còn ở tại chùa. Cuộc biểu tình chỉ kết thúc vào khoảng 2:30 chiều, tức sau hơn 5 tiếng đồng hồ diễn ra, khi nhà sư Thích Thái Hòa đích thân từ chùa Thiên Mụ xuống thông báo Thích Trí Tựu đã tới chùa một cách an toàn. Các nhà sư sau đó dừng tuyệt thực đi về, đám đông cũng dần giải tán.

## Xử lý

### Bắt giữ và xét xử

Các nhà sư có mặt tại tòa xử án ngày 15 tháng 11 năm 1993. Từ trái sang phải: Thích Trí Tựu, Thích Hải Tạng, Thích Hải Chánh; ngoài cùng bên trái: Thích Hải Thịnh. Bên dưới bức ảnh là dòng mô tả từ phía công an Việt Nam: "Bọn gây rối trật tự ở Huế trước vành móng ngựa".

Sau khi xảy ra vụ biểu tình ở Huế, cảnh sát đã lần lượt bắt giữ 6 nhà sư chùa Thiên Mụ, trong đó có Hòa thượng Thích Trí Tựu, với tội danh kích động biểu tình. Theo nguồn tin của GHPGVNTN, ít nhất 50 người khác cũng bị bắt vì liên quan đến cuộc đối đầu. Họ chủ yếu là sinh viên, nhà sư và người lái xích lô. Những nhà sư bị bắt hầu hết nằm trong khối Ấn Quang GHPGVNTN. Ngày 5 tháng 6 năm 1993, Thích Trí Tựu, Thích Hải Tạng và Thích Hải Thịnh bị bắt tại chùa đến nhà giam Thừa Phủ, Huế. Ba ông đã bị yêu cầu giữ lại y phục tu sĩ và chịu lệnh tạm giam trong 4 tháng vì tội "gây rối trật tự công cộng" lẫn "cố ý huỷ hoại tài sản xã hội chủ nghĩa". Đến ngày 10 tháng 6, chính quyền xác nhận việc bắt giữ ba nhà sư trên cùng 9 cá nhân "cực đoan" khác vì vai trò của họ trong việc phá hủy chiếc xe công. Vào ngày 19 tháng 7 cùng năm, Hòa thượng Thích Hải Chánh và hai sa di nam khác đã bị bắt vì tội "xúi giục người khác gây rối trật tự công cộng và phá hoại tài sản nhà nước" trong cuộc biểu tình.
Nhận định đây là một vụ án chính trị và trật tự an toàn xã hội "rất nghiêm trọng", Trung ương ĐCSVN đã trực tiếp chỉ đạo cả ba ngành Công an, Tòa án và Kiểm sát cùng tham gia vào việc điều tra. Phía chính quyền sơ bộ khẳng định cái chết của Đào Quang Hộ có động cơ chính trị, song chưa rõ là bị giết hay tự sát. Vì vậy, các nhà sư chỉ bị bắt với tội gây rối an ninh trật tự. Trong vòng 5 tháng trước phiên tòa xét xử, báo chí trong nước liên tục tung ra bài viết bôi nhọ hình ảnh những nhà sư bị bắt ở Huế. Có tổng cộng 110 bài báo chỉ trích đã xuất hiện trên 8 tờ báo đại chúng tại Việt Nam nhằm công kích các nhà sư. Trưởng Ban Tôn giáo Chính phủ Vũ Quang trong đó mô tả các bị cáo là "những kẻ dối trá đánh mất uy tín trong mắt nhân dân bằng cách sử dụng lời khai gian, giả mạo và bạo lực". Tuy chưa có căn cứ xác đáng từ cơ quan điều tra về người tự thiêu, ông cũng trực tiếp yêu cầu Thích Trí Tựu "phải chịu trách nhiệm về cái chết trên vì nó xảy ra ngay tại chùa của mình".
Việc xét bàn xử án các bị cáo trong vụ biểu tình bắt đầu từ đầu tháng 11 năm 1993. Đến ngày 15 tháng 11 năm 1993, một phiên tòa tuyên án chính thức đã diễn ra trong vòng một ngày. Theo Bộ Công an (2006), địa điểm diễn ra phiên xử án là tại Tòa án nhân dân tỉnh Thừa Thiên Huế. Song theo Liên đoàn Quốc tế Nhân quyền (FIDH) và PTTPGQT, quá trình tuyên án trên thực tế diễn ra tại một tòa án binh quân đội; luật sư, quần chúng, báo chí, quan sát viên quốc tế và người nhà bị cáo đều không được phép tham dự phiên tòa. Hòa thượng Thích Trí Tựu, người bị công an triệu tập lên thẩm vấn và bất tỉnh trên xe jeep, bị buộc tội là "thủ lĩnh của cuộc bạo loạn". Ông phải chịu án 4 năm tù giam – ngang với án tù của người phá hoại chiếc xe tên Nguyễn Văn Minh, nhưng Minh còn chịu thêm phí phạt khoảng 22.000 USD. Thích Hải Tạng cũng bị kết án 4 năm tù vì kích động các thành viên trong đám đông chặn xe lại, lật ngược xe lên và đốt nó. Hai nhà sư Thích Hải Thịnh và Thích Hải Chánh nhận án 3 năm tù với nguyên do tương tự, đặc biệt là Thích Hải Thịnh bị cáo buộc đã đứng lên mui xe jeep của UBND "phỉ báng" nhà cầm quyền. Bốn giáo dân còn lại bị kết án tù từ 6 đến 12 tháng bởi tội gây rối trật tự công cộng. Riêng hai sa di bị bắt cùng với Thích Hải Chánh đã không phải tham dự phiên xét xử mà được chính quyền cho tại ngoại. Ít lâu sau phiên tòa này, gia đình Phật tử tự thiêu tại chùa Thiên Mụ tên Nguyễn Ngọc Dũng đã lộ diện và công khai sự thật về danh tính người thân của mình.
Cuối tháng 1 năm 1994, Thích Trí Tựu, Thích Hải Tạng, Thích Hải Thịnh và Thích Hải Chánh bị chuyển nơi cải tạo từ trại giam Thừa Phú ở Huế về trại giam Ba Sao ở Phủ Lý, tỉnh Nam Hà cũ. Vào cuối tháng 4 cùng năm, bốn nhà sư quyết định tổ chức tuyệt thực trong hai tháng để kháng cáo bản án mà chính quyền đưa ra. Các tù nhân chính trị khác cũng tham gia hưởng ứng. Lãnh đạo trại giam sau đó đã chuyển họ từ khu A dành cho tù nhân chính trị sang khu B dành cho tội phạm hình sự. Các nhà sư bị ép tiêm nước muối thay ăn, và những người đến thăm đều bị từ chối. Kể từ cuộc tuyệt thực tháng 4 năm 1994, báo cáo của HRW vào tháng 3 năm 1995 cho biết Thích Hải Tạng đang ở trong tình trạng sức khỏe yếu và bị bệnh về dạ dày. Tuy nhiên, chính quyền đã từ chối điều trị y tế cho các nhà sư.

### Đoạn băng ghi lại cuộc biểu tình
Toàn bộ cuộc biểu tình tại Huế ngày 24 tháng 5 đã được quay trọn trong một băng hình từ Đài Truyền hình Thừa Thiên Huế (TRT). Phạm Hữu Thu – phó phòng Thời sự TRT – là người trực tiếp chỉ đạo buổi quay và biên tập đoạn phim. Có đến toàn bộ 8 máy quay phim của nhà đài được đặt sẵn tại hiện trường để thu lại diễn biến từ nhiều góc độ khác nhau. Những người ghi lại cuộc biểu tình không chỉ có người từ đài truyền hình mà còn có cả lực lượng an ninh. Điều này có thể thấy rõ qua tiếng công an trong băng phim, ra lệnh cho quay cận mặt những người tụ tập quanh xe chính quyền. Âm thanh phim đã bị cố tình làm tệ đi và nhiều lúc không thể nghe được, đặc biệt là cảnh nhà sư phát biểu trước đám đông.
Đối với video ghi lại cuộc biểu tình, chính quyền địa phương đã sử dụng nó dưới mục đích tuyên truyền chính trị, chống lại GHPGVNTN. Toàn bộ cuộc biểu tình dài 5 giờ được biên tập và cắt ghép xuống thành 56 phút và thu vào băng cassette. Ngày 1 tháng 6 năm 1993, lần đầu tiên và duy nhất chính quyền đã thử nghiệm việc cho phát sóng một phần đoạn băng cuộc biểu tình lên chương trình Thời sự của Đài Truyền hình quốc gia nhằm truyền tải thái độ thù địch một cách rộng rãi tới quần chúng. Buổi phát sóng cho thấy hình ảnh những nhà sư "cực đoan" đang đập phá xe công của nhà nước, chủ đích khắc họa hình ảnh bạo lực của các nhà sư để lên án họ.
Bà Tôn Nữ Thị Ninh, Vụ trưởng Vụ Quan hệ Quốc tế và các quan chức khác trong Bộ Ngoại giao Việt Nam sau đó tiếp tục thực hiện một chuyến tour dài ngày, đến thăm các chính phủ và tổ chức nhân quyền ở châu Âu, Canada và Hoa Kỳ để gửi bản sao đoạn băng cuộc biểu tình và chèn vào đó là những bình luận từ phía chính quyền Việt Nam, cáo buộc tăng sĩ GHPGVNTN là "những kẻ cuồng tín tôn giáo" kích quần chúng bạo động. Dựa vào cuốn băng này, Thứ trưởng Bộ Ngoại giao Việt Nam Lê Mai cũng trả lời trên sóng phát thanh Việt Nam: "nhà sư nhảy lên nóc xe Jeep [...] la hét, và đó không phải là một nhà sư Việt Nam trong mắt người dân Việt Nam". Nói thêm, "những người theo Phật giáo đi tranh giành quyền lực không phải là một Phật tử".

Đoạn băng về cuộc biểu tình đã tiếp tục trải qua lần biên tập nữa để trở thành một thiên phóng sự truyền hình, đặt tựa là Tiếng chuông chùa. Phóng sự này do Phạm Hữu Thu sản xuất và phát trên sóng TRT không lâu sau. Nội dung phóng sự, ngoài kể lại tình tiết vụ việc hôm 24 tháng 5, còn lồng thêm vào đoạn phỏng vấn với người tố cáo bị các nhà sư chùa Thiên Mụ ép ký đơn nhận xác của "cháu mình" tự thiêu tại khuôn viên chùa; người được cho là bà của Đào Quang Hộ xác nhận cháu trai mình không liên quan tới vụ tự thiêu; thước phim về Hòa thượng Thích Đôn Hậu lúc viên tịch có mặt của Chủ tịch Quốc hội Nguyễn Hữu Thọ; Tổng bí thư Đỗ Mười lên thăm chùa Từ Đàm; v.v. Tiếng chuông chùa đã được trao Giải vàng Liên hoan Phim phóng sự – Tài liệu truyền hình, tổ chức lần thứ 10 tại Đà Lạt năm 1993.
Nhiều báo cáo về sự việc về sau đã tham khảo từ băng phim để miêu tả lại tình tiết cuộc biểu tình. Trong một bài bình luận về video của Ủy ban Bảo vệ Quyền làm Người Việt Nam, đoạn băng đã bị xem như là sản phẩm mang tính định hướng của chính quyền, và được biên tập một cách kỹ lưỡng để cho thấy những hình ảnh xấu về các nhà sư, mà theo ủy ban chúng vốn chỉ là một phần của sự thật. Những nhận xét trong bài bình luận trên sau đó được VCHR cùng PTTPGQT dựng thành một phóng sự dài 24 phút có tên Lửa phực lên từ Huế, cũng sản xuất trong năm 1993. Phóng sự này đã dùng chính những phân cảnh trong đoạn băng và các bài báo của chính quyền để phản bác lại những cáo buộc gắn cho các nhà sư trong vụ biểu tình. Lửa phực lên từ Huế lần đầu trình chiếu tại hội nghị Ủy ban Nhân quyền Liên Hợp Quốc (HRC) tháng 2 năm 1995 và tiếp theo là tại Viện Goethe ở Montreal, Canada dưới phụ đề ba thứ tiếng Anh, Pháp, Việt vào tháng 4 cùng năm.
Khác với khẳng định từ chính phủ Việt Nam, VCHR đưa ra nhận định rằng biểu tình ở Huế năm 1993 là một cuộc biểu tình ôn hòa, cũng như các nhà sư hoàn toàn không có thái độ kích động hoặc cổ vũ bạo lực xuyên suốt sự kiện. Vì Huế là trung tâm Phật giáo Việt Nam và nhà sư tại đây được người dân đặc biệt tôn trọng, đám đông chỉ cho thấy đang cố gắng bảo vệ các nhà sư khỏi bắt bớ của chính quyền. Bằng chứng là nhiều người xuất hiện trong đoạn băng đã cố gắng tránh nắng cho những sư tuyệt thực, quạt mát và tiếp nước cho họ. Ngay cả cảnh sát cũng ngần ngại trong việc sử dụng vũ lực lên các nhà sư. Xét trên số lượng người có mặt ngày hôm đó, nếu các tu sĩ thực sự có thái độ kích động bạo lực thì có thể một cuộc bạo động mang tính toàn diện đã diễn ra tại Huế.

## Tác động
Sau cuộc biểu tình lớn vào mùa hè năm 1993, giai đoạn 1993–1994 chính phủ Việt Nam tiếp tục chiến dịch đàn áp diện rộng GHPGVNTN, đặc biệt là phá hủy bảng ghi "Giáo hội Phật giáo Việt Nam Thống nhất" trong khuôn viên các cơ sở thờ tự. Trong những ngày hậu biểu tình, đường dây điện thoại ở chùa Thiên Mụ và nhiều chùa xung quanh đã bị chính quyền cắt đứt. Hàng trăm vụ tống giam người bất đồng liên quan tới Phật giáo diễn ra gắt gao để phòng ngừa một cuộc bạo loạn có thể xảy ra vào lễ Phật Đản 2537, ngày 4 tháng 6 năm 1993. Ngày 22 tháng 11 năm 1996, 200 cảnh sát đã xông vào chùa Thiên Mụ và bắt hai nhà sư Thích Hải Thịnh, Thích Hải Chánh. Vụ bắt giữ diễn ra sau khi ngôi chùa bị chính quyền cho dừng hoạt động và đưa vào diện bảo tồn di tích lịch sử quốc gia.
Trong năm 1994, những trường hợp biểu tình và tự thiêu chống lại chính sách tôn giáo của chính quyền ngày một diễn ra nhiều hơn trong số các thành viên thuộc Giáo hội Phật giáo Thống nhất. Số lượng lớn nhà sư, lãnh đạo cấp cao trong GHPGVNTN đã bị bắt giữ và quản thúc tại gia như một nước đi của chính quyền nhằm dẹp bỏ hoàn toàn tổ chức. Nổi bật trong số trên có trường hợp của Hoà thượng Thích Huyền Quang vào 29 tháng 12 năm 1994 và Thích Quảng Độ ngày 5 tháng 1 năm 1995. Cùng với những tên tuổi lớn này sẽ là vụ bắt giữ nhắm vào những người còn lại trong giáo hội, như việc kết án 5 nhà sư vì có ý định tổ chức quyên góp từ thiện cho trận lũ lớn trên sông Cửu Long, dưới danh nghĩa GHPGVNTN.

### Các vụ biểu tình và tự thiêu ở Nam Bộ
Hai tháng kể từ vụ biểu tình lớn ở Huế, một cuộc chạm trán giữa các nhà sư với chính quyền đã diễn ra tại chùa Sơn Linh, tỉnh Bà Rịa – Vũng Tàu. Tháng 7 năm 1992, MTTQ và UBND tỉnh ban hành lệnh trục xuất trụ trì Thích Hạnh Đức cùng các nhà sư chùa Sơn Linh, sau khi ông công khai đọc bản thỉnh nguyện của Thích Huyền Quang cũng như ủng hộ khôi phục GHPGVNTN. Xung đột chính xảy ra vào ngày 9 tháng 7 năm 1993, khi chính quyền vào tận nhà chùa để thực hiện lệnh trục xuất hậu hành động ủng hộ biểu tình Huế của Thích Hạnh Đức cùng việc ông thách thức tính hợp lệ của lệnh trên. 100 nhà sư và những người ủng hộ Thích Hạnh Đức đã bị bắt giữ trong cuộc đối đầu; hầu hết những người bị bắt đều lập tức được thả ra ngoại trừ Thích Hạnh Đức, sư Thích Thiện Thọ và 4, 5 người ủng hộ bị cho là sở hữu kho vũ khí gồm 5 kg thuốc nổ, gậy và dao. Sau cùng, tòa kết án Thích Hạnh Đức 3 năm tù giam do "chống người thi hành công vụ", "hoạt động trái pháp luật" và "phát tán tài liệu thù địch". Thích Thiện Thọ chịu án 18 tháng quản thúc tại gia với tội danh tương tự.
Vào giữa trưa ngày 28 tháng 5 năm 1994, nhà sư Thích Huệ Thâu ở khu vực Ba Càng thuộc Đồng bằng sông Cửu Long (ĐBSCL) đã tự thiêu trong tư thế xếp bằng ở một con đê phía sau chùa. Theo người thân nhà sư, ông quyết định đi đến cái chết bởi không tìm thấy "sự độc lập". Trước đó, nhà sư đã bị cấm hành đạo tại nhiều ngôi chùa ở Vĩnh Long vì là thành viên của GHPGVNTN, trong khi các ngôi chùa lúc này đều do GHPGVN quản lý. Do vậy, ông tự dựng một ngôi chùa nhỏ nhưng sau đó bị chính quyền Việt Nam dỡ bỏ và buộc tội ông vào "hoạt động mê tín". Khoảng ba ngày trước khi tự tử, ông đã dẫn đầu một nhóm khoảng 47 tăng ni biểu tình ôn hòa, mang theo cờ Phật giáo đến trụ sở UBND tỉnh Vĩnh Long để yêu cầu về quyền tự do tôn giáo.
Từ ngày 3 tới ngày 5 tháng 8 năm 1994 tại TPHCM, một cuộc biểu tình của các Phật tử đã diễn ra dưới sự lãnh đạo của thành viên GHPGVNTN Thích Giác Nguyên, trụ trì chùa Long An ở tỉnh Trà Vinh. Những nhà sư tụ tập trước trụ sở Ủy ban nhân dân Thành phố Hồ Chí Minh để phản đối chính quyền can dự vào các vấn đề nội bộ nhà chùa. Kết quả, ngày 7 tháng 8 cùng năm Thích Giác Nguyên đã bị bắt giữ tại một ngôi chùa trong thành phố, đến ngày 18 tháng 8 chính quyền xác nhận việc giam giữ và thẩm vấn ông. Trả lời với thông tấn Agence France-Presse, một phát ngôn viên của chính phủ cho biết vụ việc không liên quan đến tôn giáo và người này bị bắt vì hành vi "bất đồng chính kiến".
Vào tháng 10 năm 1994, Thích Quảng Độ cùng Thích Đức Nhuận đã chỉ đạo nhiều nhà sư khác bao gồm Thích Không Tánh, Thích Nhật Ban, Thích Hồng Ngọc, Thích Nguyên Lý... thành lập "Tăng đoàn bảo vệ chánh pháp" và "Ban công tác từ thiện xã hội – GHPGVNTN". Hai tổ chức này đại diện GHPGVNTN phát động chiến dịch cứu trợ lũ lụt tại khu vực ĐBSCL, nơi vừa trải qua trận lũ kỷ lục trong lịch sử. 60 nhà sư trong giáo hội cùng 300 tín đồ Phật giáo đã tụ về TPHCM để chuẩn bị công tác từ thiện; nhưng ngay khi đoàn định xuất phát thì công an bất ngờ phát động một cuộc bắt giữ. Đến 15 tháng 8 năm 1995, trong phiên xét xử kín diễn ra một ngày tại Tòa án nhân dân TPHCM, nhiều cá nhân bị xử phạt với tội danh "phá hoại chính sách đoàn kết" và "lợi dụng các quyền tự do, dân chủ để xâm phạm quyền lợi Nhà nước". Ba Phật tử sau đó đã kháng cáo bản án vào ngày 28 tháng 10 nhưng bị từ chối tại phiên phúc thẩm.

### Bắt giữ Thích Huyền Quang và Thích Quảng Độ
Từ năm 1992 đến 1994, Hòa thượng Thích Huyền Quang đã công bố liên tiếp hơn 7 thư thỉnh nguyện kêu gọi khôi phục Giáo hội Phật giáo Thống nhất. Vì uy tín của ông trong giới Phật giáo, chính quyền bắt đầu tìm cách cô lập và hủy bỏ tư cách lãnh đạo của ông. Ngày 4 tháng 8 năm 1993, Ủy ban nhân dân tỉnh Quảng Ngãi đã có công văn cấm Thích Huyền Quang nhân danh GHPGVNTN tiến hành mọi hoạt động và yêu cầu ông phải từ bỏ con dấu của Pháp viện được trao tại lễ tang Thích Đôn Hậu. Sự việc còn tiếp diễn tới 1994 khi căng thẳng leo thang, đặc biệt là sau cuộc biểu tình ở TPHCM. Trong một bức thư của tăng thống GHPGVNTN, ông cho biết bản thân vẫn bị giam giữ nghiêm ngặt tại chùa Hội Phước, Quảng Ngãi như 13 năm trước và không được tiếp cận bất kỳ du khách nào. Sau vụ tuyệt thực của Thích Huyền Quang để phản đối giam giữ các nhà sư biểu tình tại UBND Thành phố Hồ Chí Minh, ngày 29 tháng 12 năm 1994 chính quyền đã bí mật chuyển ông đến một ngôi chùa ở làng biệt lập trong tỉnh và ngăn không cho nhà sư có liên lạc nào với thế giới bên ngoài.
Sau 10 năm bị quản thúc ở quê nhà Thái Bình, năm 1992 Thích Quảng Độ đã về TPHCM công khai hoạt động đòi tự do tôn giáo tại Việt Nam, bất chấp lệnh trục xuất từ chính quyền. Đến ngày 19 tháng 8 năm 1994, Hòa thượng Thích Quảng Độ – lúc này vừa lên đảm nhiệm chức Tổng Thư ký Viện Hóa Đạo của GHPGVNTN – đã có thư gửi đến Tổng Bí thư ĐCSVN Đỗ Mười sau các cuộc "đàn áp" Phật giáo cùng quyết định dành một ngày Quốc tang Việt Nam cho Tổng Bí thư Đảng Lao động Triều Tiên Kim Nhật Thành. Trong lá thư, ông chất vấn việc chính quyền tôn vinh lãnh đạo Triều Tiên thay vì những nhà sư tử đạo, kèm theo đó là một bài phê bình dài 44 trang phê phán chủ nghĩa cộng sản và các chính sách kìm hãm Phật giáo của chính phủ.
Sau vụ giam giữ các nhà sư trong vụ từ thiện lũ lụt tháng 11 năm 1994, việc Thích Quảng Độ lên tiếng phản đối đã dẫn đến chùa Tánh Minh nơi ông trụ trì ở Thành phố Hồ Chí Minh bị tăng cường giám sát. Thái độ bất bình của Thích Quảng Độ qua bức thư trên cũng dẫn đến vụ bắt giữ ông vào ngày 4 tháng 1 năm 1995 vì tội "kích động gây rối" và "vi phạm pháp luật Việt Nam", dù trước đó ông đang bị điều tra về hành vi "gây rối trật tự nơi công cộng". Chính quyền Hà Nội tuyên bố đang xét xử Thích Quảng Độ "với tư cách một tên côn đồ, không phải với tư cách một Phật tử". Sau đó, ông cùng 5 nhà sư trong đoàn cứu trợ lũ lụt trên bị kết án 5 năm tù giam, 5 năm quản chế theo tội "phá hoại chính sách đoàn kết và lợi dụng quyền tự do dân chủ để xâm phạm lợi ích nhà nước". Tuy nhiên, Thích Quảng Độ đã nhận ân xá sớm vào 30 tháng 8 năm 1998 vì áp lực ngoại giao từ phía Mỹ. Nhưng theo phía chính quyền, lý do Thích Quảng Độ ra tù sớm là vì ông viết thư "ăn năn hối cải" trong đợt ân xá Quốc khánh.

## Phản ứng trong nước

### Chính quyền Việt Nam
Với quy mô hơn 40.000 người tham gia, biểu tình Phật giáo tại Huế được xem là lớn "chưa từng có" dưới chế độ Cộng sản thống nhất tại Việt Nam. Việc một biểu tình được tổ chức công khai và rầm rộ như vậy đã trở thành thách thức gây chấn động cho giới cầm quyền. Các cảnh sát và người của chính quyền đều có thái độ bị động, hoàn toàn chưa chuẩn bị trước cuộc biểu tình này. Hành động của lực lượng an ninh xuyên suốt biểu tình đa phần là cố gắng kiềm chế bạo lực trong đám đông và hạn chế mọi cách làm tổn hại đến các nhà sư đang tuyệt thực để tránh tạo ra phản ứng dây chuyền; chỉ đến khi các nhà sư đi hết thì chính quyền mới cho người giải tán đám đông. Từ sau sự biến ở Huế 1993, Bộ Chính trị ĐCSVN đã ra chỉ thị cho quân đội trực tiếp tham gia kiểm soát các tôn giáo nói chung tại Việt Nam. Tính nghiêm trọng của vụ việc cũng dẫn đến việc công an lẫn quân đội Việt Nam phải tổ chức gấp một hội nghị "Về nguy cơ diễn biến hoà bình", diễn ra ở Hải Phòng ngày 26 tháng 6 năm 1993 với sự tham gia của các tướng Đặng Vũ Hiệp, Lê Quang Thanh. Trong đó, Thượng tướng, nguyên Thứ trưởng Bộ Quốc phòng Đặng Vũ Hiệp đã đánh giá cuộc biểu tình của các Phật tử Huế gây ra "nguy cơ mất nước".
"Tôi có thể nói, những nhà sư [này] đang cố gắng phá hoại sự đoàn kết của Phật giáo Việt Nam, họ không được đa số người dân Việt Nam ủng hộ. Hành động của các nhà sư ở Huế là bất hợp pháp. Đi ngược lại giáo lý phi bạo lực của Phật giáo." 
Nhìn chung, giới chức coi vụ biểu tình là một "cuộc bạo động có tổ chức", tiêu cực hơn cáo buộc GHPGVNTN đang có ý định phục lại chế độ Việt Nam Cộng hòa. Lê Vân Anh, chủ tịch UBND Huế, ngày 31 tháng 5 năm 1993 đã lên tiếng trên báo Nhân Dân rằng hành động của các tăng ni là gây ra sự "náo động", "vi phạm an ninh trật tự", cũng như "tạo ra sự hỗn loạn và thù địch" với chính quyền. Trưởng BTGCP Vũ Quang cho biết các "vị sư xấu" ở Huế đang cố vẽ chân dung ông Đào Quang Hộ như một người tử đạo và xem hành động của chư Tăng tại Huế là "vi phạm pháp luật".
Tuyên bố từ chính phủ đã xem biểu tình ở Huế của các nhà sư là hành động lợi dụng tự do tôn giáo để "thực hiện mưu đồ chính trị", gây rối phá hoại sự đoàn kết của đất nước hòng "lật đổ chính quyền". Kết luận chung từ các nhà lãnh đạo cấp cao ĐCSVN trong hội nghị tại Hải Phòng cũng coi đây là "một hồi chuông cảnh báo đánh thức tất cả chúng ta về khả năng thật sự và hiệu quả của kẻ thù trong việc thực hiện chiến lược diễn biến hoà bình". Phía công an Việt Nam thì nhìn nhận biểu tình dưới phương diện một vụ án gián điệp, liên kết sự kiện với mối quan hệ "chỉ đạo, âm mưu của bọn phản động lợi dụng đạo phật phái Ấn Quang ở trong nước, đứng đầu là Lê Đình Nhàn (Thích Huyền Quang) với bọn phản động ở nước ngoài, đứng đầu đầu là Võ Văn Ái ở Pháp". Trả lời với thời báo Tampa Bay Times, cán bộ Bộ Ngoại giao Việt Nam Nguyễn Xuân Phong đã cáo buộc trụ trì Thích Trí Tựu "cấu kết với các tổ chức chống cộng ở hải ngoại".
Trái ngược thái độ của giới cầm quyền Hà Nội với vụ biểu tình, đã có những tiếng nói phản đối từ các Đảng viên, lên án chính sách tôn giáo của ĐCSVN. Tiêu biểu, ông Đỗ Trung Hiếu – nguyên Chính ủy BVĐTNPGVN trong BTGCP – vào năm 1995 đã công bố một tài liệu đánh máy dài 50 trang đặt tên là "Thống nhất Phật giáo Việt Nam". Tài liệu, ngoài kể lại chi tiết vai trò của chính quyền trong việc thành lập GHPGVN năm 1981, còn tố cáo các quan chức muốn "biến tướng Phật giáo Việt Nam trở thành tổ chức bù nhìn của Đảng". Toàn bộ văn bản đã được ông gửi đến VCHR sau đó. Vì tài liệu này mà Đỗ Trung Hiếu ngay lập tức bị bắt vào ngày 14 tháng 6 cùng năm và phải thụ án 18 tháng tù giam.

#### Chỉ thị
Trong những tháng sau vụ biểu tình, chính quyền đã ban hành hai chỉ thị mật liên quan tới việc tăng cường đàn áp GHPGVNTN một cách có tổ chức và trình tự trên mọi mặt trận truyền thông và an ninh. Trong đó, tài liệu thứ nhất được đánh dấu "Tối mật", ban hành bởi Ban Dân vận TW vào ngày 17 tháng 8 năm 1993 và ký bởi Trưởng ban Phan Minh Tánh; tài liệu thứ hai được phân loại "Tuyệt mật", ban hành bởi Bộ Nội vụ và Công an tỉnh Quảng Ngãi, Đại tá Trương Hữu Quốc ký ngày 18 tháng 8 cùng năm. Các tài liệu này, sau khi lộ ra và bị hai tổ chức FIDH cùng VCHR đệ trình lên HRC, đã không nhận được phản hồi chính thức nào từ phái đoàn Việt Nam trong ủy ban.

#### Truyền thông
Cuộc biểu tình tại Huế nhanh chóng thu hút một lượng lớn dư luận trên cả nước. Trên các mặt báo của chính quyền, cho thấy phản ứng của người dân tại Huế nói chung và các tăng ni, Phật tử nói riêng đều đồng loạt lên án hành động "lợi dụng tự do tín ngưỡng vi phạm luật pháp, phá rối trật tự an ninh" trong cuộc biểu tình. Giáo sư Tôn Thất Hanh, nguyên trưởng khoa Trường Đại học Sư phạm Huế, xem việc dư luận lên án vụ biểu tình là một "sự thật đã quá rõ ràng" cho các hành vi "trái với đạo lý của dân tộc của nhóm người quá khích". Quan điểm này cũng giống với phần đa tiếng nói của nhiều cá nhân khác nhau xuất hiện trên hàng loạt bài báo đấu tố các nhà sư.
Theo dòng dư luận lên án, bài viết của báo Công an Thành phố Hồ Chí Minh đã khẳng định cuộc biểu tình là một "màn kịch thô bạo", lộ rõ sự "bài bản, lớp lang" mà bọn tay sai trong nước đang cố dựng lên theo sự chỉ đạo của những quan thầy hải ngoại". Khác với những diễn biến được ghi lại từ cuộc biểu tình, Dương Chiến, một trong những tay quay phim có mặt hôm xảy ra sự vụ, khẳng định trên báo Lao Động rằng "nom trên màn hình thì dữ dội thế, trong thực tế mấy vị áo vàng hung hăng hò hét ấy có kích động được mấy ai đâu!".
Tháng 8 năm 1999, tức cho đến 6 năm sau cuộc biểu tình, cây bút Hoàng Ngọc Vĩnh của tạp chí Sông Hương đã đưa ra một phép so sánh về quy mô biểu tình Phật giáo 1993 với biến cố Phật giáo 30 năm về trước, đều làm "náo động cả nước và thế giới". Tuy nhiên, người viết cũng lưu ý rằng dù có sự liên quan nhưng không thể đánh đồng tính chất hai sự kiện với nhau. Trái ngược với thái độ thù địch chung được mô tả trên truyền thông khi mới nổ ra biểu tình, Hoàng Ngọc Vĩnh đã coi cả hai cuộc biểu tình đều là bằng chứng cho "vị trí nhất định, xứng đáng" của Phật giáo trong lòng người dân Huế xuyên suốt các giai đoạn lịch sử khác nhau.

#### Giáo hội Phật giáo Việt Nam
"Đạo Phật không bao giờ chấp nhận hành vi bạo động như thế của những kẻ cầm đầu giới tu sĩ ở chùa Thiên Mụ, các hành vi ấy mang tính côn đồ, hung hãn của những phần tử gây rối, hoàn toàn xa lạ với bản chất của đạo pháp. [...] Các vị hòa thượng đều nhân thấy rằng những hành động xấu như thế, cần phải lên án và trừng trị." 
Ngày 7 tháng 6 năm 1993, Văn phòng II Trung ương GHPGVN, Ban Thường trực GHPGVN đã tổ chức một cuộc họp bất thường và đưa ra thông cáo chính thức về vụ biểu tình. Quan điểm chung của ban lãnh đạo giáo hội là phản đối cũng như lên án các nhà sư "gây rối"; không chỉ gọi hành động của sư biểu tình là ngược lại với đường lối GHPGVN mà còn khẳng định những hành vi ấy mang tính "hung hãn [...] hoàn toàn xa lạ với bản tính của đạo pháp".
Trả lời phỏng vấn trên báo chí, Hòa thượng Thích Đức Phương – quyền Trưởng Ban trị sự GHPGVN – cho rằng hướng giải quyết của MTTQVN và chính quyền với cuộc biểu tình là "tế nhị, văn hóa, có tác dụng đoàn kết, hòa hợp"; ngược lại, ông xem hành động của những người biểu tình vừa qua là "chưa phù hợp với tinh thần của đạo pháp". Thượng tọa, chánh thư ký Ban trị sự GHPGVN tỉnh Thừa Thiên Huế Thích Giáo Quang thì khẳng định trên báo Quân đội nhân dân rằng hành động của các nhà sư khối Ấn Quang là "hoàn toàn trái với đạo pháp". Trong một tuyên bố khác của Hòa thượng Thích Thanh Tứ với Thông tấn xã Việt Nam vào năm 2007, ông cho biết GHPGVN "tôn trọng quá khứ lịch sử" GHPGVNTN và tái khẳng định tổ chức giáo hội này đã gia nhập và trở thành GHPGVN từ 1981, cũng như việc một số tu sĩ Phật giáo tiếp tục sử dụng cái tên GHPGVNTN là "mạo xưng" và làm chia rẽ Phật giáo, tổn hại đến dân tộc Việt Nam.

### Giáo hội Phật giáo Việt Nam Thống nhất
Ngay một ngày sau vụ biểu tình lớn diễn ra, Thích Trí Tựu đã viết thư tới Chủ tịch FIDH, trình bày tường tận diễn biến sự vụ và kêu gọi sự hỗ trợ từ cộng đồng quốc tế. Theo The New York Times, một bức thư khác của Thích Trí Tựu, gửi đến nhóm bất đồng chính kiến tại Paris, đã cảnh báo chính phủ Việt Nam nhượng bộ việc "đàn áp" các Phật tử; còn không sẽ "biến cơ thể của mình thành ngọn đuốc soi sáng sự thật". Tăng Đoàn Bảo vệ Chánh Pháp tỉnh Thừa Thiên Huế sau đó ra Thông báo số 1, lên tiếng "để nối tiếp cuộc đấu tranh bảo vệ Chánh Pháp đã nổi lên cao điểm vào ngày 24 tháng 5 năm 1993 vừa qua". Tăng đoàn đã chống đối những vụ bắt giữ "phi pháp" của chính quyền đối với Thích Trí Tựu, Thích Hải Tạng và Thịnh Hải Thịnh, đưa ra tuyên bố rằng hành động "đánh phá GHPGVNTN, là đánh phá toàn dân. Việc làm này chưa có chế độ nào thành công trong lịch sử Việt Nam".
Cuối năm 1993, trong khuôn khổ Đại hội GHPGVNTN Âu Châu lần thứ I tại Đức, tổ chức này đã tố cáo chính quyền Việt Nam đàn áp tôn giáo và gọi đây là "nạn chung của toàn dân chứ không riêng một giới nào". Ngày 20 tháng 11 năm 1993, cùng những phản ứng quốc tế sau phiên xét xử các nhà sư trong vụ biểu tình, Viện trưởng Viện Hóa đạo Thích Quảng Độ ra thông cáo kêu ĐCSVN là "nguyên do nghèo đói" và là "cản lực trên con đường tiến thủ của dân tộc Việt Nam". Bản thông cáo đòi phải viết lại Hiến pháp Việt Nam, xóa bỏ "tính chất độc tài đảng trị như điều 4 Hiến pháp CSVN đã quy định"; chấm dứt đàn áp và khủng bố tôn giáo cũng như các đoàn thể chính trị đối lập nếu ĐCSVN "muốn tồn tại".
Trong năm 1994, Tăng thống GHPGVNTN Thích Huyền Quang đã tuyên bố Phật giáo đang trong "pháp nạn 2", cho biết mong muốn của giáo hội là "không chấp nhận làm công cụ cho bất cứ một thế lực chính trị nào" và "chỉ yêu cầu để Phật giáo được sinh hoạt độc lập trong khuôn khổ tôn giáo và pháp luật". Ngày 20 tháng 11 năm 1995, ông tiếp tục công bố tuyên ngôn 9 điểm từ Quảng Ngãi tới chính quyền. Bên cạnh lên án hành động phớt lờ giáo hội và tăng cường đàn áp tổ chức dưới nhiều hình thức khác nhau, tuyên ngôn cũng kêu gọi chính phủ Việt Nam cải thiện tình hình thông qua các hành động hòa giải mang tính thực tiễn ở phương diện tôn giáo và sai lầm trong quá khứ; chấp nhận sự tồn tại của giáo hội theo các điều tự do cơ bản trong khuôn khổ pháp luật; và xem xét lại việc kết án những nhà sư tham gia cứu trợ lũ lụt năm 1994. Toàn văn bản tuyên ngôn của Thích Huyền Quang đã được sao in rộng rãi tới tổ chức trong và ngoài nước, chính khách Việt Nam lẫn các nhà sư trong GHPGVNTN.

## Phản ứng quốc tế
Cuộc biểu tình sau khi nổ ra đã thu hút sự chú ý của quốc tế tới vấn đề Phật giáo tại Việt Nam, gây được phản ứng ủng hộ GHPGVNTN từ đại diện nghị viện ở các nước châu Âu, châu Á, Hoa Kỳ, Úc; các hội đoàn quốc tế trong đó có Tổ chức Theo dõi Nhân quyền (HRW), Liên đoàn Quốc tế Nhân quyền, Liên đoàn lao động và hiệp hội của các tổ chức công nghiệp Hoa Kỳ, Tổ chức Ân xá Quốc tế,... bên cạnh nhiều tổ chức tôn giáo và chính trị trong cộng đồng người Việt hải ngoại. Theo Hòa thượng Thích Huyền Quang, điều này có thể thấy rõ qua thái độ của chính phủ các nước Úc và Âu châu trong những chuyến thăm của nguyên thủ tướng Võ Văn Kiệt năm 1995, kêu gọi trả tự do cho các nhà sư và công nhận sự tồn tại của GHPGVNTN.

### Tổ chức, chính phủ nước ngoài
Nhiều thành viên trong Thượng, Hạ viện Hoa Kỳ đã bày tỏ ủng hộ đến các nhà sư bất đồng chính kiến và đưa ra cảnh báo về việc tố tụng hình sự nhà sư tham gia biểu tình sẽ ảnh hưởng đến tiến trình bình thường hóa quan hệ giữa Hoa Kỳ và Việt Nam. Điều này diễn ra trong bối cảnh Việt Nam đang bị Mỹ cho vào diện theo dõi đặc biệt về tự do tôn giáo và bị nước này cấm vận cả về kinh tế lẫn tài chính. Thượng nghị sĩ William Warren Bradley của Đảng Dân chủ cho biết bản thân đã gửi thư lên Ngoại trưởng Warren Christopher về vấn đề bắt giữ các tu sĩ. Đồng thời, ông tuyên bố việc bình thường hóa quan hệ giữa hai nước còn phụ thuộc vào nhân quyền tại nước này. Trong tài liệu về phiên điều trần của Hoa Kỳ trước Ủy ban Hạ viện Hoa Kỳ về Tiểu ban Quan hệ Quốc tế về Châu Á và Thái Bình Dương, đã có ý kiến từ các nghị sĩ kêu gọi Hoa Kỳ không nên bình thường hóa quan hệ với Việt Nam khi quốc gia này còn chưa đảm bảo cải cách dân chủ và quyền tự do cho người dân. Nhiều nhóm ủng hộ dân chủ ở Hoa Kỳ cũng kêu gọi chính quyền Clinton hoãn việc bình thường hóa quan hệ ngoại giao với Việt Nam cho đến khi nước này "tôn trọng nhân quyền".
Ngày 8 tháng 11 năm 1995, nhà báo Võ Văn Ái – Chủ tịch VCHR tại Paris kiêm Phó Chủ tịch FIDH – đã đệ trình bản báo cáo về Phật giáo Việt Nam lên Tiểu ban Quan hệ Châu Á và Thái Bình Dương với tiêu đề "Nhân quyền tại Việt Nam: Đàn áp Giáo hội Phật giáo Việt Nam Thống nhất". Dưới tư cách là Phát ngôn viên GHPGVNTN hải ngoại, ông trình bày tình hình Phật giáo tại miền Nam Việt Nam cùng những trường hợp bắt giữ, biểu tình liên quan tới giáo hội, đặc biệt là kể từ vụ biểu tình Huế năm 1993. Ông cũng thay mặt Thích Huyền Quang đề nghị chính phủ Mỹ gây sức ép lên Việt Nam nhằm hợp thức hóa hoạt động GHPGVNTN, thả các nhà sư và xóa bỏ rào cản tiến đến "cải cách dân chủ". VCHR và FIDH còn gửi một báo cáo khác tới phiên họp thứ 17 của HRC (1995), liệt kê từng vụ bắt giữ "tùy tiện" và "vi phạm quyền tự do ý kiến" của chính quyền Việt Nam nhắm tới các nhà sư GHPGVNTN, Đảng viên bất đồng chính kiến và kêu gọi thả những tù nhân chính trị tại đây.

### Truyền thông
Trái ngược sự tự do trong việc đưa tin Biến cố Phật giáo 1963, với vụ biểu tình này các nhà báo và phóng viên quốc tế đã bị cấm đi vào Huế để tác nghiệp. Trong một cuộc phỏng vấn cùng nhà báo Malcolm Browne – người từng đưa tin về vụ tự thiêu của Thích Quảng Đức – nguyên Thứ trưởng Bộ Ngoại giao Lê Mai tuyên bố những người ngoại quốc đến Việt Nam để bày tỏ quan điểm về nhân quyền tại Việt Nam đều "không được chào đón". Trước khi vụ biểu tình xảy ra, không một nhà báo quốc tế nào có mặt tại Huế; các cơ quan tin tức và thông tấn lớn cũng không đặt trụ sở tại đây; và tất cả phim, ảnh chụp vào ngày biểu tình đều bị công an tịch thu một cách có hệ thống. Điều này lý giải vì sao vụ việc hầu như không được đưa tin trên mặt báo truyền thông phương Tây. Theo The Tampa Bay Times, trong khoảng thời gian sau vụ biểu tình, cảnh sát địa phương vẫn thường xuyên mặc thường phục theo dõi nhà sư và du khách bên trong khuôn viên các chùa. Chính quyền Huế cố gắng ngăn cản phóng viên phỏng vấn những nhà sư tại đây và nếu có thì phải có sự cho phép từ trước. Một lời cảnh báo từ nhân viên Bộ Nội vụ Việt Nam chuyển tiếp cho tờ The Christian Science Monitor vào 1995 đã khẳng định, những nhà báo nước ngoài sẽ bị bắt giữ nếu "tác nghiệp ở Huế".
Theo The Christian Science Monitor, nhiều nhà quan sát chính trị Việt Nam và quốc tế nhận định GHPGVNTN đang cố gắng lợi dụng sự bất mãn từ dân chúng và những vấn đề trong nội bộ ĐCSVN để khôi phục lại tính chính danh của tổ chức. Nhưng trái với phản ứng được kỳ vọng, bài báo trên Tampa Bay Times đã ghi nhận những thái độ đối lập từ người Việt Nam về vụ việc, cho thấy hành động cũng như yêu cầu của những nhà sư chùa Thiên Mụ không có nhiều sự ủng hộ từ các trụ trì Phật giáo tại Huế nói riêng hay người dân nói chung. Một sinh viên giấu tên cho biết các nhà sư trẻ không hề muốn biểu tình mà họ quan tâm hơn tới việc phát triển về mặt tài chính. Trong khi đó, Giáo sư Nguyễn Hùng từ Trường Cao đẳng ngoại ngữ Hà Nội nhận định chính phủ đã "học cách chung sống hòa bình với các tôn giáo", trái với cáo buộc đàn áp tôn giáo từ phía nhà sư tham gia biểu tình. Một trụ trì chùa ở Huế ghi nhận việc chính quyền nới lỏng cấm đoán về tôn giáo hơn so với trước, miễn là không liên quan tới chính trị. Đối với vụ tự thiêu ở chùa Thiên Mụ, người này bình luận: "Chỉ có anh ta mới rõ việc làm của mình là đúng hay sai".

### Người Việt hải ngoại
Vào tháng 7 năm 1993, các nhà sư Quận Cam, Mỹ đã tham gia vào đoàn 250 người Việt tại chùa Huệ Quang, thành phố Santa Ana khởi xướng chiến dịch nhân quyền "Niềm tin vượt lên sự đàn áp" (tiếng Anh: Faith Over Oppression) do Ủy ban Cứu quốc Việt Nam tạo ra. Ngày 5 tháng 9 cùng năm, khoảng 1000 người, bao gồm Phật tử lẫn các nhà sư, đã xuống đường khu thương mại Little Saigon để lên án hành động "vi phạm nhân quyền" của chính phủ Việt Nam, trong đó lớn nhất là vụ bắt giữ Hòa thượng Thích Trí Tựu ở Huế – dẫn đến cuộc biểu tình của hơn 40.000 người tháng 5 cùng năm – và yêu cầu Hoa Kỳ không dỡ bỏ cấm vận với Việt Nam vì vấn đề trên. Cuộc biểu tình cũng do Ủy ban Cứu quốc Việt Nam phối hợp các cựu quân nhân Chiến tranh Việt Nam tổ chức. Sư Thích Nguyên Trí từ chùa Bát Nhã, thành phố Garden Grove cho biết các nhà sư thuộc GHPGVNTN và Phật tử ở nhiều nước khác nhau đã mở các cuộc cầu nguyện cho việc dừng đàn áp tôn giáo tại Việt Nam.

## Hệ quả
Những vụ bắt giữ và cải tạo các nhà sư GHPGVNTN tiếp tục diễn ra tại miền Nam Việt Nam sau cuộc biểu tình. Theo một thống kê của HRW vào 1995, có ít nhất 20 Phật tử đang trong tình trạng bị giam giữ ở Việt Nam từ 1992 cho đến thời điểm báo cáo được xuất bản; 5 người trong số này không rõ tung tích. Thống kê cùng năm của Ủy ban Helsinki về nhân quyền Việt Nam tiết lộ có 67 nhà lãnh đạo Phật giáo cùng hàng loạt các nhà sư khác bị chính quyền bắt vào trại cải tạo, tù giam hoặc quản thúc tại nhà. Con số này là 78 theo ghi nhận của tổ chức VCHR. Riêng báo cáo tháng 2 cùng năm của AXQT đã liệt kê tổng cộng 23 nhà sư bị chính phủ Việt Nam bắt giữ từ cuối tháng 10 năm 1994.
Trên pháp lý, việc giam giữ các nhà sư được hợp thức hóa qua điều 70 Hiến pháp Việt Nam năm 1992; điểm b, c trong điều 81 của Bộ luật Hình sự Việt Nam năm 1981 và điều 5 trong Nghị định số 69 của Hội đồng Bộ trưởng; cùng với đó là các phiên tòa xét xử công khai nhà sư, dù hành động này đi ngược lại những điều nằm trong Công ước Quốc tế về các Quyền Dân sự và Chính trị mà Việt Nam từng ký và thông qua vào 1982. Vì đó, những vụ bắt giữ có quy mô, tổ chức nhắm tới các nhà sư thuộc GHPGVNTN trên diện rộng được cho là gieo sự sợ hãi lên những người theo đạo tại miền Nam; khiến nhiều cái tên từng hoạt động chính trị tích cực buộc phải im lặng để không bị bắt bớ. Báo cáo năm 2022 của Bộ Ngoại giao Hoa Kỳ về tự do tôn giáo Việt Nam cho biết nhiều tín đồ tôn giáo tại Việt Nam quyết định không công khai tôn giáo của mình do e ngại sẽ có hậu quả bất lợi trong tương lai.
Về sau, chính quyền Việt Nam đã dần từ bỏ việc đàn áp toàn bộ GHPGVNTN và những người theo giáo hội trong nước. Điều này là do sức ép từ Hoa Kỳ cùng các tổ chức nhân quyền, sau khi hai nước đi đến bình thường hóa ngoại giao vào 1995. Không một văn bản nào phủ nhận hoạt động của GHPGVNTN được chính thức ban hành; một số cơ sở Phật giáo không thể hiện tính chính trị công khai trong hội duy trì hoạt động tại Việt Nam nhưng thường xuyên bị phá hoại và không được cấp phép tu bổ, sửa sang. Những vụ sách nhiễu và giam giữ các nhà sư trong giáo hội vẫn còn tồn tại. Năm 2003, Thích Huyền Quang đã tổ chức một Đại hội Bất thường nhằm chấn chỉnh lại tổ chức giáo hội, theo gợi ý từ Thủ tướng Phan Văn Khải. Song ngay sau khi đại hội kết thúc, công an Việt Nam liền tổ chức một chiến dịch bắt giữ hàng loạt chức sắc tôn giáo của GHPGVNTN, lục soát tất cả cơ sở chùa chiền liên quan tới giáo hội lẫn ruồng bố các nhà sư.
Đúng 20 năm sau cuộc biểu tình, vào ngày 24 tháng 5 năm 2013, PTTPGQT thuộc Viện Hóa đạo GHPGVNTN đã ra thông cáo báo chí kỷ niệm 20 năm biểu tình Phật giáo ở Huế năm 1993. Tại lễ khánh thành chùa Bảo Phước trên thành phố San Jose, Bắc California, một hội luận về vai trò người cư sĩ được tổ chức với sự tham luận của Hòa thượng Thích Viên Lý, Thượng tọa Thích Giác Đẳng, Võ Văn Ái, Ỷ Lan... Buổi khánh thành cũng chứng kiến các quan chức San Jose và dân biểu liên bang lên tiếng chào đón ngôi chùa. Họ ủng hộ lời kêu gọi đấu tranh Phật giáo của Thích Quảng Độ và cam kết sẽ "đấu tranh cho tự do, dân chủ và nhân quyền" tại Việt Nam.

#### Tiếng Việt
- Bộ Công an (2002). Những đơn vị, cá nhân anh hùng công an nhân dân. Quyển 2. Hà Nội: Nhà xuất bản Công an nhân dân. Bản gốc lưu trữ ngày 25 tháng 1 năm 2025. Truy cập ngày 11 tháng 7 năm 2025.
- Bộ Công an (2006). 60 năm Công an nhân dân Việt Nam, 1945-2005. Hà Nội: Nhà xuất bản Công an nhân dân. Lưu trữ bản gốc ngày 29 tháng 8 năm 2023. Truy cập ngày 11 tháng 7 năm 2025.
- Đỗ Trung Hiếu (1995). "Thống nhất Phật giáo Việt Nam: Tư liệu lịch sử về việc Đảng Cộng sản hình thành Hội Phật giáo Việt Nam tại chùa Quán sứ Hà Nội ngày 4.11.1981 để làm công cụ chính trị cho Đảng và Nhà nước Cộng sản" (PDF). Quê Mẹ. Hành động cho Dân chủ Việt Nam, Ủy ban Bảo vệ Quyền làm Người Việt Nam và Phòng Thông tin Phật giáo Quốc tế. Lưu trữ (PDF) bản gốc ngày 6 tháng 9 năm 2024. Truy cập ngày 11 tháng 7 năm 2025 – qua Phòng Thông tin Phật giáo Quốc tế.
- Văn phòng II Viện Hóa đạo (1996). Phật Giáo Việt Nam, Biến Cố và Tư Liệu: Hai Mươi Năm Trong Chế Ðộ Cộng Sản (1975-1995). Giáo hội Phật giáo Việt Nam Thống nhất Hải ngoại – Hoa Kỳ. tr. 751. Lưu trữ bản gốc ngày 8 tháng 2 năm 2023. Truy cập ngày 11 tháng 7 năm 2025.
- Nguyễn Tuấn Thùy (tháng 5 năm 2021). "Tìm hiểu việc công nhận pháp nhân tôn giáo ở Việt Nam dưới chế độ cũ (Trước năm 1975)" (PDF). Tạp chí Công tác Tôn giáo. Số 4. tr. 23–28. Lưu trữ (PDF) bản gốc ngày 16 tháng 11 năm 2022. Truy cập ngày 11 tháng 7 năm 2025.
- FIDH; VCHR (tháng 6 năm 2023). "Một lịch sử đầy bạo lực: Đàn áp quyền tự do hội họp ở Việt Nam" (PDF). Liên đoàn Quốc tế Nhân quyền. Lưu trữ (PDF) bản gốc ngày 30 tháng 11 năm 2023. Truy cập ngày 11 tháng 7 năm 2025.

#### Tiếng Anh
- Nguyen Van Canh (1983). Vietnam under Communism, 1975-1982 [Việt Nam dưới chế độ Cộng sản, 1975-1982] (bằng tiếng Anh). Stanford, California: Hoover Institution Press. ISBN 9780817978525. Truy cập ngày 11 tháng 7 năm 2025.
- United States Congress House Committee on International Relations Subcommittee on Asia and the Pacific (1993). U.S. Policy Toward Vietnam: Hearing Before the Subcommittee on East Asian and Pacific Affairs of the Committee on Foreign Relations, United States Senate, One Hundred Third Congress, First Session, July 21, 1993 [Chính sách của Hoa Kỳ đối với Việt Nam: Điều trần trước Tiểu ban về các vấn đề Đông Á và Thái Bình Dương thuộc Ủy ban Đối ngoại, Thượng viện Hoa Kỳ, Quốc hội CIII, Kỳ họp thứ I, ngày 21 tháng 7 năm 1993] (bằng tiếng Anh). Quyển 4. U.S. Government Printing Office. tr. 120. ISBN 978-0-1604-1793-1. Lưu trữ bản gốc ngày 8 tháng 7 năm 2024. Truy cập ngày 11 tháng 7 năm 2025.
- United States Congress House Committee on Foreign Affairs Subcommittee on International Security, International Organizations, and Human Rights (1994). Religious Persecution: Hearings Before the Subcommittee on International Security, International Organizations, and Human Rights of the Committee on Foreign Affairs, House of Representatives, One Hundred Third Congress, First and Second Sessions, October 28, 1993 and March 9, 1994 [Đàn áp tôn giáo: Phiên điều trần trước Tiểu ban An ninh quốc tế, Tổ chức quốc tế và Nhân quyền của Ủy ban Đối ngoại, Hạ viện, Quốc hội khóa 103, Kỳ họp thứ nhất và thứ hai, ngày 28 tháng 10 năm 1993 và ngày 9 tháng 3 năm 1994] (bằng tiếng Anh). Quyển 4. U.S. Government Printing Office. ISBN 978-0-16-044525-5. Lưu trữ bản gốc ngày 31 tháng 7 năm 2024. Truy cập ngày 11 tháng 7 năm 2025.{{Chú thích sách}}:  Quản lý CS1: nhiều tên: danh sách tác giả (liên kết)
- Team, Freedom House Survey (1994). Freedom in the World: The Annual Survey of Political Rights and Civil Liberties 1993-1994 [Tự do trên thế giới: Cuộc khảo sát thường niên về các quyền chính trị và tự do dân sự 1993-1994] (bằng tiếng Anh). University Press of America. ISBN 978-0-932088-81-9. Lưu trữ bản gốc ngày 9 tháng 7 năm 2024. Truy cập ngày 11 tháng 7 năm 2025.
- United States Congress House Committee on International Relations Subcommittee on Asia and the Pacific (1996). Human Rights in Vietnam: Joint Hearing Before the Subcommittees on Asia and the Pacific and International Operations and Human Rights of the Committee on International Relations, House of Representatives, One Hundred Fourth Congress, First Session, November 8, 1995 [Nhân quyền tại Việt Nam: Phiên điều trần chung trước Tiểu ban về Châu Á & Thái Bình Dương và Tiểu ban về Hoạt động Quốc tế & Nhân quyền thuộc Ủy ban Đối ngoại, Hạ viện Hoa Kỳ, Quốc hội lần thứ CIV, Kỳ họp thứ I, ngày 8 tháng 11 năm 1995] (bằng tiếng Anh). U.S. Government Printing Office. ISBN 978-0-16-053472-0. Lưu trữ bản gốc ngày 5 tháng 7 năm 2024. Truy cập ngày 11 tháng 7 năm 2025.
- Abuza, Zachary (2001). Renovating Politics in Contemporary Vietnam [Đổi mới chính trị ở Việt Nam đương đại] (bằng tiếng Anh). Lynne Rienner Publishers. ISBN 978-1-55587-961-7. Lưu trữ bản gốc ngày 9 tháng 7 năm 2024. Truy cập ngày 11 tháng 7 năm 2025.
- Bruun, Ole; Jacobsen, Michael (ngày 2 tháng 9 năm 2003). Human Rights and Asian Values: Contesting National Identities and Cultural Representations in Asia [Nhân quyền và các giá trị châu Á: Tranh cãi về bản sắc dân tộc và đại diện văn hóa ở châu Á] (bằng tiếng Anh). Routledge. ISBN 978-1-135-79626-6. Lưu trữ bản gốc ngày 6 tháng 9 năm 2024. Truy cập ngày 11 tháng 7 năm 2025.
- Boyle, Kevin; Sheen, Juliet (ngày 7 tháng 3 năm 2013). Freedom of Religion and Belief: A World Report [Báo cáo thế giới về tự do tôn giáo và tín ngưỡng] (bằng tiếng Anh). Routledge. ISBN 978-1-134-72229-7. Lưu trữ bản gốc ngày 31 tháng 7 năm 2024. Truy cập ngày 11 tháng 7 năm 2025.
- Kerkvliet, Benedict J. Tria (ngày 5 tháng 3 năm 2018). Vietnam's Rural Transformation [Biến chuyển nông thôn Việt Nam] (bằng tiếng Anh). Routledge. ISBN 978-0-429-98289-7. Lưu trữ bản gốc ngày 9 tháng 7 năm 2024. Truy cập ngày 11 tháng 7 năm 2025.
- Stewart, Iain (ngày 22 tháng 4 năm 2022). Lonely Planet: Vietnam (bằng tiếng Anh). Lonely Planet. ISBN 978-1-83869-279-7. Lưu trữ bản gốc ngày 31 tháng 7 năm 2024. Truy cập ngày 11 tháng 7 năm 2025.
- London, Jonathan D. (ngày 29 tháng 7 năm 2022). Routledge Handbook of Contemporary Vietnam [Sổ tay Routledge về Việt Nam đương đại] (bằng tiếng Anh). Taylor & Francis. ISBN 978-1-317-64789-8. Lưu trữ bản gốc ngày 2 tháng 8 năm 2024. Truy cập ngày 11 tháng 7 năm 2025.
- Boomhower, Ray E. (ngày 15 tháng 3 năm 2024). The Ultimate Protest: Malcolm W. Browne, Thich Quang Duc, and the News Photograph That Stunned the World [Cuộc biểu tình cuối cùng: Malcolm W. Browne, Thích Quảng Đức và bức ảnh thời sự gây chấn động thế giới] (bằng tiếng Anh). University of New Mexico Press. ISBN 978-0-8263-6570-5. Lưu trữ bản gốc ngày 5 tháng 7 năm 2024. Truy cập ngày 11 tháng 7 năm 2025.

- NUFRONLIV (1993). "Upheaval in Vietnam: 40,000 Buddhists Protest Persecution" [Biến động ở Việt Nam: 40.000 Phật tử phản đối đàn áp]. Vietnam Insight (bằng tiếng Anh). Quyển 1. Lưu trữ bản gốc ngày 2 tháng 8 năm 2024. Truy cập ngày 11 tháng 7 năm 2025.
- Ân xá Quốc tế (ngày 30 tháng 4 năm 1994). "Socialist Republic of Viet Nam: Buddhist monks in detention" [Cộng hòa xã hội chủ nghĩa Việt Nam: Nhiều tu sĩ Phật giáo bị giam giữ]. amnesty.org (bằng tiếng Anh). Lưu trữ bản gốc ngày 2 tháng 5 năm 2020. Truy cập ngày 11 tháng 7 năm 2025.
- "Thich Quang Do is appointed new leader of the Unified Buddhist Church of Vietnam" [Thích Quảng Độ được bổ nhiệm làm lãnh đạo mới của Giáo hội Phật giáo Việt Nam Thống nhất] (PDF) (bằng tiếng Anh). Texas: Nghị viện châu Âu. ngày 17 tháng 8 năm 2008. tr. 7. Lưu trữ (PDF) bản gốc ngày 19 tháng 2 năm 2023. Truy cập ngày 11 tháng 7 năm 2025.{{Chú thích web}}:  Quản lý CS1: năm (liên kết)